# Перелік аудіо продукції Віктора Цоя
Перелік аудіо продукції Віктора Цоя — список та каталогізація опублікованої аудіо продукції (як вокальна музика — пісні, так і інструментальна музика) авторства Віктора Цоя (дискографія), і збірки музичних записів, котрі розглядаються як робота — вся аудіо продукція виконавця.

## Аудіо продукція Віктора
Цей перелік і каталогізація покликаний в тому числі проілюструвати роль саундпродюсерів і продюсерів, зокрема Айзеншпіса. А також, хронологічно відобразити зростання популярності та впливу на маси Віктора через музичну діяльність за життя (дивись у таблиці інформацію з колонки "релізи" до 1990 року; тут не враховано вплив на популярність завдяки зйомкам фільмів, режисерської діяльності, чи зйомкам у фільмах).
| Рік запису                  | № п/п та назва запису                                                       | Назва аудіо продукції, кількість записів | Релізи |
| --------------------------- | --------------------------------------------------------------------------- | --- | --- |
| 1981—1983                   | 1. Вступ                                                                    | Альбом «Гарін і Гіперболоїди» у складі гурту «Гарін і Гіперболоїди», 26 записів | |
| 1981—1983                   | 2. Мені не подобається місто Москва                                         | Альбом «Гарін і Гіперболоїди» у складі гурту «Гарін і Гіперболоїди», 26 записів | |
| 1981—1983                   | 3. Скоро буде зима (Пісня для БГ)                                           | Альбом «Гарін і Гіперболоїди» у складі гурту «Гарін і Гіперболоїди», 26 записів | |
| 1981—1983                   | 4. Просто хочеш ти знати                                                    | Альбом «Гарін і Гіперболоїди» у складі гурту «Гарін і Гіперболоїди», 26 записів | |
| 1981—1983                   | 5. Немов тінь біжу кудись я                                                 | Альбом «Гарін і Гіперболоїди» у складі гурту «Гарін і Гіперболоїди», 26 записів | |
| 1981—1983                   | 6. Звірі                                                                    | Альбом «Гарін і Гіперболоїди» у складі гурту «Гарін і Гіперболоїди», 26 записів | |
| 1981—1983                   | 7. Лауреат                                                                  | Альбом «Гарін і Гіперболоїди» у складі гурту «Гарін і Гіперболоїди», 26 записів | |
| 1981—1983                   | 8. Лайдак 1                                                                 | Альбом «Гарін і Гіперболоїди» у складі гурту «Гарін і Гіперболоїди», 26 записів | |
| 1981—1983                   | 9. Лайдак 2                                                                 | Альбом «Гарін і Гіперболоїди» у складі гурту «Гарін і Гіперболоїди», 26 записів | |
| 1981—1983                   | 10. Час є                                                                   | Альбом «Гарін і Гіперболоїди» у складі гурту «Гарін і Гіперболоїди», 26 записів | |
| 1981—1983                   | 11. Сонячні дні                                                             | Альбом «Гарін і Гіперболоїди» у складі гурту «Гарін і Гіперболоїди», 26 записів | |
| 1981—1983                   | 12. Біля дороги (Від'їзджаю кудись ...)                                     | Альбом «Гарін і Гіперболоїди» у складі гурту «Гарін і Гіперболоїди», 26 записів | |
| 1981—1983                   | 13. На кухні                                                                | Альбом «Гарін і Гіперболоїди» у складі гурту «Гарін і Гіперболоїди», 26 записів | |
| 1981—1983                   | 14. Посвячення Марку Болану                                                 | Альбом «Гарін і Гіперболоїди» у складі гурту «Гарін і Гіперболоїди», 26 записів | |
| 1981—1983                   | 15. Сіра тінь                                                               | Альбом «Гарін і Гіперболоїди» у складі гурту «Гарін і Гіперболоїди», 26 записів | |
| 1981—1983                   | 16. Папа т.с.                                                               | Альбом «Гарін і Гіперболоїди» у складі гурту «Гарін і Гіперболоїди», 26 записів | |
| 1981—1983                   | 17. Колись ти був бітником                                                  | Альбом «Гарін і Гіперболоїди» у складі гурту «Гарін і Гіперболоїди», 26 записів | |
| 1981—1983                   | 18. Ситар грав                                                              | Альбом «Гарін і Гіперболоїди» у складі гурту «Гарін і Гіперболоїди», 26 записів | |
| 1981—1983                   | 19. Мої друзі                                                               | Альбом «Гарін і Гіперболоїди» у складі гурту «Гарін і Гіперболоїди», 26 записів | |
| 1981—1983                   | 20. Горілка - смачний напій                                                 | Альбом «Гарін і Гіперболоїди» у складі гурту «Гарін і Гіперболоїди», 26 записів | |
| 1981—1983                   | 21. Блюз Артему Троїцькому                                                  | Альбом «Гарін і Гіперболоїди» у складі гурту «Гарін і Гіперболоїди», 26 записів | |
| 1981—1983                   | 22. Мій настрій                                                             | Альбом «Гарін і Гіперболоїди» у складі гурту «Гарін і Гіперболоїди», 26 записів | |
| 1981—1983                   | 23. Дощ (Ти є)                                                              | Альбом «Гарін і Гіперболоїди» у складі гурту «Гарін і Гіперболоїди», 26 записів | |
| 1981—1983                   | 24. Дощ для нас                                                             | Альбом «Гарін і Гіперболоїди» у складі гурту «Гарін і Гіперболоїди», 26 записів | |
| 1981—1983                   | 25. Холодильник (Він їсть)                                                  | Альбом «Гарін і Гіперболоїди» у складі гурту «Гарін і Гіперболоїди», 26 записів | |
| 1981—1983                   | 26. Приміський блюз                                                         | Альбом «Гарін і Гіперболоїди» у складі гурту «Гарін і Гіперболоїди», 26 записів | |
| 1982                        | 1. Час є, а грошей немає                                                    | Альбом «45» у складі гурту «Кино», 14 записів (перший альбом гурту «Кино») | • Виданий: СРСР Студійний альбом тривалість: 43:04 продюсер: Борис Гребенщиков Неофіційний лейбл: АнТроп, формат: бобіна (магнітна стрічка) |
| 1982                        | 2. Просто хочеш ти знати                                                    | Альбом «45» у складі гурту «Кино», 14 записів (перший альбом гурту «Кино») | • Виданий: СРСР Студійний альбом тривалість: 43:04 продюсер: Борис Гребенщиков Неофіційний лейбл: АнТроп, формат: бобіна (магнітна стрічка) |
| 1982                        | 3. Алюмінієві огірки                                                        | Альбом «45» у складі гурту «Кино», 14 записів (перший альбом гурту «Кино») | • Виданий: СРСР Студійний альбом тривалість: 43:04 продюсер: Борис Гребенщиков Неофіційний лейбл: АнТроп, формат: бобіна (магнітна стрічка) |
| 1982                        | 4. Сонячні дні                                                              | Альбом «45» у складі гурту «Кино», 14 записів (перший альбом гурту «Кино») | • Виданий: СРСР Студійний альбом тривалість: 43:04 продюсер: Борис Гребенщиков Неофіційний лейбл: АнТроп, формат: бобіна (магнітна стрічка) |
| 1982                        | 5. Лайдак 1                                                                 | Альбом «45» у складі гурту «Кино», 14 записів (перший альбом гурту «Кино») | • Виданий: СРСР Студійний альбом тривалість: 43:04 продюсер: Борис Гребенщиков Неофіційний лейбл: АнТроп, формат: бобіна (магнітна стрічка) |
| 1982                        | 6. Лайдак 2                                                                 | Альбом «45» у складі гурту «Кино», 14 записів (перший альбом гурту «Кино») | • Виданий: СРСР Студійний альбом тривалість: 43:04 продюсер: Борис Гребенщиков Неофіційний лейбл: АнТроп, формат: бобіна (магнітна стрічка) |
| 1982                        | 7. Електричка                                                               | Альбом «45» у складі гурту «Кино», 14 записів (перший альбом гурту «Кино») | • Виданий: СРСР Студійний альбом тривалість: 43:04 продюсер: Борис Гребенщиков Неофіційний лейбл: АнТроп, формат: бобіна (магнітна стрічка) |
| 1982                        | 8. Восьмикласниця                                                           | Альбом «45» у складі гурту «Кино», 14 записів (перший альбом гурту «Кино») | • Виданий: СРСР Студійний альбом тривалість: 43:04 продюсер: Борис Гребенщиков Неофіційний лейбл: АнТроп, формат: бобіна (магнітна стрічка) |
| 1982                        | 9. Мої друзі                                                                | Альбом «45» у складі гурту «Кино», 14 записів (перший альбом гурту «Кино») | • Виданий: СРСР Студійний альбом тривалість: 43:04 продюсер: Борис Гребенщиков Неофіційний лейбл: АнТроп, формат: бобіна (магнітна стрічка) |
| 1982                        | 10. Ситар грав                                                              | Альбом «45» у складі гурту «Кино», 14 записів (перший альбом гурту «Кино») | • Виданий: СРСР Студійний альбом тривалість: 43:04 продюсер: Борис Гребенщиков Неофіційний лейбл: АнТроп, формат: бобіна (магнітна стрічка) |
| 1982                        | 11. Дерево                                                                  | Альбом «45» у складі гурту «Кино», 14 записів (перший альбом гурту «Кино») | • Виданий: СРСР Студійний альбом тривалість: 43:04 продюсер: Борис Гребенщиков Неофіційний лейбл: АнТроп, формат: бобіна (магнітна стрічка) |
| 1982                        | 12. Колись ти був бітником                                                  | Альбом «45» у складі гурту «Кино», 14 записів (перший альбом гурту «Кино») | • Виданий: СРСР Студійний альбом тривалість: 43:04 продюсер: Борис Гребенщиков Неофіційний лейбл: АнТроп, формат: бобіна (магнітна стрічка) |
| 1982                        | 13. На кухні                                                                | Альбом «45» у складі гурту «Кино», 14 записів (перший альбом гурту «Кино») | • Виданий: СРСР Студійний альбом тривалість: 43:04 продюсер: Борис Гребенщиков Неофіційний лейбл: АнТроп, формат: бобіна (магнітна стрічка) |
| 1982                        | 14. Асфальт                                                                 | Альбом «45» у складі гурту «Кино», 14 записів (перший альбом гурту «Кино») | • Виданий: СРСР Студійний альбом тривалість: 43:04 продюсер: Борис Гребенщиков Неофіційний лейбл: АнТроп, формат: бобіна (магнітна стрічка) |
| 1983                        | 1. Тролейбус                                                                | Альбом «46» у складі гурту «Кино», 12 записів (перший альбом гурту «Кино») | • Виданий: СРСР Студійний альбом поширений Олексієм Вишнею без згоди музикантів. тривалість: 41:51 продюсер: Олексій Вишня Неофіційний лейбл: Яншіва формат: |
| 1983                        | 2. Камчатка                                                                 | Альбом «46» у складі гурту «Кино», 12 записів (перший альбом гурту «Кино») | • Виданий: СРСР Студійний альбом поширений Олексієм Вишнею без згоди музикантів. тривалість: 41:51 продюсер: Олексій Вишня Неофіційний лейбл: Яншіва формат: |
| 1983                        | 3. Транквілізатор                                                           | Альбом «46» у складі гурту «Кино», 12 записів (перший альбом гурту «Кино») | • Виданий: СРСР Студійний альбом поширений Олексієм Вишнею без згоди музикантів. тривалість: 41:51 продюсер: Олексій Вишня Неофіційний лейбл: Яншіва формат: |
| 1983                        | 4. Я йду по вулиці                                                          | Альбом «46» у складі гурту «Кино», 12 записів (перший альбом гурту «Кино») | • Виданий: СРСР Студійний альбом поширений Олексієм Вишнею без згоди музикантів. тривалість: 41:51 продюсер: Олексій Вишня Неофіційний лейбл: Яншіва формат: |
| 1983                        | 5. Дощ для нас                                                              | Альбом «46» у складі гурту «Кино», 12 записів (перший альбом гурту «Кино») | • Виданий: СРСР Студійний альбом поширений Олексієм Вишнею без згоди музикантів. тривалість: 41:51 продюсер: Олексій Вишня Неофіційний лейбл: Яншіва формат: |
| 1983                        | 6. Пора                                                                     | Альбом «46» у складі гурту «Кино», 12 записів (перший альбом гурту «Кино») | • Виданий: СРСР Студійний альбом поширений Олексієм Вишнею без згоди музикантів. тривалість: 41:51 продюсер: Олексій Вишня Неофіційний лейбл: Яншіва формат: |
| 1983                        | 7. Щоночі                                                                   | Альбом «46» у складі гурту «Кино», 12 записів (перший альбом гурту «Кино») | • Виданий: СРСР Студійний альбом поширений Олексієм Вишнею без згоди музикантів. тривалість: 41:51 продюсер: Олексій Вишня Неофіційний лейбл: Яншіва формат: |
| 1983                        | 8. Без десяти                                                               | Альбом «46» у складі гурту «Кино», 12 записів (перший альбом гурту «Кино») | • Виданий: СРСР Студійний альбом поширений Олексієм Вишнею без згоди музикантів. тривалість: 41:51 продюсер: Олексій Вишня Неофіційний лейбл: Яншіва формат: |
| 1983                        | 9. Музика хвиль                                                             | Альбом «46» у складі гурту «Кино», 12 записів (перший альбом гурту «Кино») | • Виданий: СРСР Студійний альбом поширений Олексієм Вишнею без згоди музикантів. тривалість: 41:51 продюсер: Олексій Вишня Неофіційний лейбл: Яншіва формат: |
| 1983                        | 10. Саша                                                                    | Альбом «46» у складі гурту «Кино», 12 записів (перший альбом гурту «Кино») | • Виданий: СРСР Студійний альбом поширений Олексієм Вишнею без згоди музикантів. тривалість: 41:51 продюсер: Олексій Вишня Неофіційний лейбл: Яншіва формат: |
| 1983                        | 11. Хочу бути з тобою                                                       | Альбом «46» у складі гурту «Кино», 12 записів (перший альбом гурту «Кино») | • Виданий: СРСР Студійний альбом поширений Олексієм Вишнею без згоди музикантів. тривалість: 41:51 продюсер: Олексій Вишня Неофіційний лейбл: Яншіва формат: |
| 1983                        | 12. Генерал                                                                 | Альбом «46» у складі гурту «Кино», 12 записів (перший альбом гурту «Кино») | • Виданий: СРСР Студійний альбом поширений Олексієм Вишнею без згоди музикантів. тривалість: 41:51 продюсер: Олексій Вишня Неофіційний лейбл: Яншіва формат: |
| 1983                        | Я хочу бути кочегаром                                                       | запис концерту 1983 | у 1996 році при перевиданні альбому «46» запис був поміщений в якості бонус-треку |
| 1984                        | Стань птахом                                                                | запис концерту 1984 | у 1996 році при перевиданні альбому «46» запис був поміщений в якості бонус-треку |
| 1984                        | 1. Я з Тих, Хто Кожен День                                                  | Домашній концерт «Віктор Цой — Акустика». Травень, 1984 15 записів | (див. нижче у 1996 рік) |
| 1984                        | 2. Останній Герой                                                           | Домашній концерт «Віктор Цой — Акустика». Травень, 1984 15 записів | (див. нижче у 1996 рік) |
| 1984                        | 3. Діти Перехідних дворів                                                   | Домашній концерт «Віктор Цой — Акустика». Травень, 1984 15 записів | (див. нижче у 1996 рік) |
| 1984                        | 4. Пора                                                                     | Домашній концерт «Віктор Цой — Акустика». Травень, 1984 15 записів | (див. нижче у 1996 рік) |
| 1984                        | 5. Стань птахом                                                             | Домашній концерт «Віктор Цой — Акустика». Травень, 1984 15 записів | (див. нижче у 1996 рік) |
| 1984                        | 6. Камчатка                                                                 | Домашній концерт «Віктор Цой — Акустика». Травень, 1984 15 записів | (див. нижче у 1996 рік) |
| 1984                        | 7. Електричка                                                               | Домашній концерт «Віктор Цой — Акустика». Травень, 1984 15 записів | (див. нижче у 1996 рік) |
| 1984                        | 8. Восьмикласниця                                                           | Домашній концерт «Віктор Цой — Акустика». Травень, 1984 15 записів | (див. нижче у 1996 рік) |
| 1984                        | 9. Без Десяти                                                               | Домашній концерт «Віктор Цой — Акустика». Травень, 1984 15 записів | (див. нижче у 1996 рік) |
| 1984                        | 10. Сонячні Дні                                                             | Домашній концерт «Віктор Цой — Акустика». Травень, 1984 15 записів | (див. нижче у 1996 рік) |
| 1984                        | 11. Літо                                                                    | Домашній концерт «Віктор Цой — Акустика». Травень, 1984 15 записів | (див. нижче у 1996 рік) |
| 1984                        | 12. Тролейбус                                                               | Домашній концерт «Віктор Цой — Акустика». Травень, 1984 15 записів | (див. нижче у 1996 рік) |
| 1984                        | 13. Весна                                                                   | Домашній концерт «Віктор Цой — Акустика». Травень, 1984 15 записів | (див. нижче у 1996 рік) |
| 1984                        | 14. Лайдак                                                                  | Домашній концерт «Віктор Цой — Акустика». Травень, 1984 15 записів | (див. нижче у 1996 рік) |
| 1984                        | 15. Транквілізатор                                                          | Домашній концерт «Віктор Цой — Акустика». Травень, 1984 15 записів | (див. нижче у 1996 рік) |
| 1984                        | 1. Последний герой <Останній герой>                                         | Альбом «Начальник Камчатки» у складі гурту «Кино», 13 записів Перший (напів)електричний студійний альбом У запису брали участь: Віктор Цой — вокал, гітара; Юрій Каспарян — соло-гітара, бек-вокал; Олександр Тітов — бас-гітара, ударні (1,3), бек-вокал; Борис Гребенщиков — драм-машина, клавішні; Сергій Курьохін — клавішні; Петро Трощенков — барабани (2,8); Георгій Гурьянов — ударні; Всеволод Гаккель — віолончель, ударні (12); Ігор Бутман — саксофон. | • Виданий: СРСР 1984, АнТроп, формат: бобина (KINO-HK); тривалість: 46:49 продюсер: Борис Гребенщиков звукорежесер: Андрій Тропілло Росія 1994, Moroz Records CD (MR 94011 CD); CS (MR 94003 MC); 2012, Moroz Records LP (MR 12017 LP) перевидання: 1996 Moroz Records CD (MR 96148 CD); CS (MR 96003 MC) ...                                                       |
| 1984                        | 2. Каждую ночь <Кожної ночі>                                                | Альбом «Начальник Камчатки» у складі гурту «Кино», 13 записів Перший (напів)електричний студійний альбом У запису брали участь: Віктор Цой — вокал, гітара; Юрій Каспарян — соло-гітара, бек-вокал; Олександр Тітов — бас-гітара, ударні (1,3), бек-вокал; Борис Гребенщиков — драм-машина, клавішні; Сергій Курьохін — клавішні; Петро Трощенков — барабани (2,8); Георгій Гурьянов — ударні; Всеволод Гаккель — віолончель, ударні (12); Ігор Бутман — саксофон. | • Виданий: СРСР 1984, АнТроп, формат: бобина (KINO-HK); тривалість: 46:49 продюсер: Борис Гребенщиков звукорежесер: Андрій Тропілло Росія 1994, Moroz Records CD (MR 94011 CD); CS (MR 94003 MC); 2012, Moroz Records LP (MR 12017 LP) перевидання: 1996 Moroz Records CD (MR 96148 CD); CS (MR 96003 MC) ...                                                       |
| 1984                        | 3. Транквилизатор <Транквілізатор>                                          | Альбом «Начальник Камчатки» у складі гурту «Кино», 13 записів Перший (напів)електричний студійний альбом У запису брали участь: Віктор Цой — вокал, гітара; Юрій Каспарян — соло-гітара, бек-вокал; Олександр Тітов — бас-гітара, ударні (1,3), бек-вокал; Борис Гребенщиков — драм-машина, клавішні; Сергій Курьохін — клавішні; Петро Трощенков — барабани (2,8); Георгій Гурьянов — ударні; Всеволод Гаккель — віолончель, ударні (12); Ігор Бутман — саксофон. | • Виданий: СРСР 1984, АнТроп, формат: бобина (KINO-HK); тривалість: 46:49 продюсер: Борис Гребенщиков звукорежесер: Андрій Тропілло Росія 1994, Moroz Records CD (MR 94011 CD); CS (MR 94003 MC); 2012, Moroz Records LP (MR 12017 LP) перевидання: 1996 Moroz Records CD (MR 96148 CD); CS (MR 96003 MC) ...                                                       |
| 1984                        | 4. Сюжет для новой песни <У пошуках сюжету>                                 | Альбом «Начальник Камчатки» у складі гурту «Кино», 13 записів Перший (напів)електричний студійний альбом У запису брали участь: Віктор Цой — вокал, гітара; Юрій Каспарян — соло-гітара, бек-вокал; Олександр Тітов — бас-гітара, ударні (1,3), бек-вокал; Борис Гребенщиков — драм-машина, клавішні; Сергій Курьохін — клавішні; Петро Трощенков — барабани (2,8); Георгій Гурьянов — ударні; Всеволод Гаккель — віолончель, ударні (12); Ігор Бутман — саксофон. | • Виданий: СРСР 1984, АнТроп, формат: бобина (KINO-HK); тривалість: 46:49 продюсер: Борис Гребенщиков звукорежесер: Андрій Тропілло Росія 1994, Moroz Records CD (MR 94011 CD); CS (MR 94003 MC); 2012, Moroz Records LP (MR 12017 LP) перевидання: 1996 Moroz Records CD (MR 96148 CD); CS (MR 96003 MC) ...                                                       |
| 1984                        | 5. Гость <Гість>                                                            | Альбом «Начальник Камчатки» у складі гурту «Кино», 13 записів Перший (напів)електричний студійний альбом У запису брали участь: Віктор Цой — вокал, гітара; Юрій Каспарян — соло-гітара, бек-вокал; Олександр Тітов — бас-гітара, ударні (1,3), бек-вокал; Борис Гребенщиков — драм-машина, клавішні; Сергій Курьохін — клавішні; Петро Трощенков — барабани (2,8); Георгій Гурьянов — ударні; Всеволод Гаккель — віолончель, ударні (12); Ігор Бутман — саксофон. | • Виданий: СРСР 1984, АнТроп, формат: бобина (KINO-HK); тривалість: 46:49 продюсер: Борис Гребенщиков звукорежесер: Андрій Тропілло Росія 1994, Moroz Records CD (MR 94011 CD); CS (MR 94003 MC); 2012, Moroz Records LP (MR 12017 LP) перевидання: 1996 Moroz Records CD (MR 96148 CD); CS (MR 96003 MC) ...                                                       |
| 1984                        | 6. Камчатка <Камчатка>                                                      | Альбом «Начальник Камчатки» у складі гурту «Кино», 13 записів Перший (напів)електричний студійний альбом У запису брали участь: Віктор Цой — вокал, гітара; Юрій Каспарян — соло-гітара, бек-вокал; Олександр Тітов — бас-гітара, ударні (1,3), бек-вокал; Борис Гребенщиков — драм-машина, клавішні; Сергій Курьохін — клавішні; Петро Трощенков — барабани (2,8); Георгій Гурьянов — ударні; Всеволод Гаккель — віолончель, ударні (12); Ігор Бутман — саксофон. | • Виданий: СРСР 1984, АнТроп, формат: бобина (KINO-HK); тривалість: 46:49 продюсер: Борис Гребенщиков звукорежесер: Андрій Тропілло Росія 1994, Moroz Records CD (MR 94011 CD); CS (MR 94003 MC); 2012, Moroz Records LP (MR 12017 LP) перевидання: 1996 Moroz Records CD (MR 96148 CD); CS (MR 96003 MC) ...                                                       |
| 1984                        | 7. Ария мистера X <Містер Х>                                                | Альбом «Начальник Камчатки» у складі гурту «Кино», 13 записів Перший (напів)електричний студійний альбом У запису брали участь: Віктор Цой — вокал, гітара; Юрій Каспарян — соло-гітара, бек-вокал; Олександр Тітов — бас-гітара, ударні (1,3), бек-вокал; Борис Гребенщиков — драм-машина, клавішні; Сергій Курьохін — клавішні; Петро Трощенков — барабани (2,8); Георгій Гурьянов — ударні; Всеволод Гаккель — віолончель, ударні (12); Ігор Бутман — саксофон. | • Виданий: СРСР 1984, АнТроп, формат: бобина (KINO-HK); тривалість: 46:49 продюсер: Борис Гребенщиков звукорежесер: Андрій Тропілло Росія 1994, Moroz Records CD (MR 94011 CD); CS (MR 94003 MC); 2012, Moroz Records LP (MR 12017 LP) перевидання: 1996 Moroz Records CD (MR 96148 CD); CS (MR 96003 MC) ...                                                       |
| 1984                        | 8. Троллейбус <Тролейбус>                                                   | Альбом «Начальник Камчатки» у складі гурту «Кино», 13 записів Перший (напів)електричний студійний альбом У запису брали участь: Віктор Цой — вокал, гітара; Юрій Каспарян — соло-гітара, бек-вокал; Олександр Тітов — бас-гітара, ударні (1,3), бек-вокал; Борис Гребенщиков — драм-машина, клавішні; Сергій Курьохін — клавішні; Петро Трощенков — барабани (2,8); Георгій Гурьянов — ударні; Всеволод Гаккель — віолончель, ударні (12); Ігор Бутман — саксофон. | • Виданий: СРСР 1984, АнТроп, формат: бобина (KINO-HK); тривалість: 46:49 продюсер: Борис Гребенщиков звукорежесер: Андрій Тропілло Росія 1994, Moroz Records CD (MR 94011 CD); CS (MR 94003 MC); 2012, Moroz Records LP (MR 12017 LP) перевидання: 1996 Moroz Records CD (MR 96148 CD); CS (MR 96003 MC) ...                                                       |
| 1984                        | 9. Растопите снег <Розтопіть сніг>                                          | Альбом «Начальник Камчатки» у складі гурту «Кино», 13 записів Перший (напів)електричний студійний альбом У запису брали участь: Віктор Цой — вокал, гітара; Юрій Каспарян — соло-гітара, бек-вокал; Олександр Тітов — бас-гітара, ударні (1,3), бек-вокал; Борис Гребенщиков — драм-машина, клавішні; Сергій Курьохін — клавішні; Петро Трощенков — барабани (2,8); Георгій Гурьянов — ударні; Всеволод Гаккель — віолончель, ударні (12); Ігор Бутман — саксофон. | • Виданий: СРСР 1984, АнТроп, формат: бобина (KINO-HK); тривалість: 46:49 продюсер: Борис Гребенщиков звукорежесер: Андрій Тропілло Росія 1994, Moroz Records CD (MR 94011 CD); CS (MR 94003 MC); 2012, Moroz Records LP (MR 12017 LP) перевидання: 1996 Moroz Records CD (MR 96148 CD); CS (MR 96003 MC) ...                                                       |
| 1984                        | 10. Дождь для нас <Дощ для нас>                                             | Альбом «Начальник Камчатки» у складі гурту «Кино», 13 записів Перший (напів)електричний студійний альбом У запису брали участь: Віктор Цой — вокал, гітара; Юрій Каспарян — соло-гітара, бек-вокал; Олександр Тітов — бас-гітара, ударні (1,3), бек-вокал; Борис Гребенщиков — драм-машина, клавішні; Сергій Курьохін — клавішні; Петро Трощенков — барабани (2,8); Георгій Гурьянов — ударні; Всеволод Гаккель — віолончель, ударні (12); Ігор Бутман — саксофон. | • Виданий: СРСР 1984, АнТроп, формат: бобина (KINO-HK); тривалість: 46:49 продюсер: Борис Гребенщиков звукорежесер: Андрій Тропілло Росія 1994, Moroz Records CD (MR 94011 CD); CS (MR 94003 MC); 2012, Moroz Records LP (MR 12017 LP) перевидання: 1996 Moroz Records CD (MR 96148 CD); CS (MR 96003 MC) ...                                                       |
| 1984                        | 11. Хочу быть с тобой <Хочу бути з тобою>                                   | Альбом «Начальник Камчатки» у складі гурту «Кино», 13 записів Перший (напів)електричний студійний альбом У запису брали участь: Віктор Цой — вокал, гітара; Юрій Каспарян — соло-гітара, бек-вокал; Олександр Тітов — бас-гітара, ударні (1,3), бек-вокал; Борис Гребенщиков — драм-машина, клавішні; Сергій Курьохін — клавішні; Петро Трощенков — барабани (2,8); Георгій Гурьянов — ударні; Всеволод Гаккель — віолончель, ударні (12); Ігор Бутман — саксофон. | • Виданий: СРСР 1984, АнТроп, формат: бобина (KINO-HK); тривалість: 46:49 продюсер: Борис Гребенщиков звукорежесер: Андрій Тропілло Росія 1994, Moroz Records CD (MR 94011 CD); CS (MR 94003 MC); 2012, Moroz Records LP (MR 12017 LP) перевидання: 1996 Moroz Records CD (MR 96148 CD); CS (MR 96003 MC) ...                                                       |
| 1984                        | 12. Генерал <Генерал>                                                       | Альбом «Начальник Камчатки» у складі гурту «Кино», 13 записів Перший (напів)електричний студійний альбом У запису брали участь: Віктор Цой — вокал, гітара; Юрій Каспарян — соло-гітара, бек-вокал; Олександр Тітов — бас-гітара, ударні (1,3), бек-вокал; Борис Гребенщиков — драм-машина, клавішні; Сергій Курьохін — клавішні; Петро Трощенков — барабани (2,8); Георгій Гурьянов — ударні; Всеволод Гаккель — віолончель, ударні (12); Ігор Бутман — саксофон. | • Виданий: СРСР 1984, АнТроп, формат: бобина (KINO-HK); тривалість: 46:49 продюсер: Борис Гребенщиков звукорежесер: Андрій Тропілло Росія 1994, Moroz Records CD (MR 94011 CD); CS (MR 94003 MC); 2012, Moroz Records LP (MR 12017 LP) перевидання: 1996 Moroz Records CD (MR 96148 CD); CS (MR 96003 MC) ...                                                       |
| 1984                        | 13. Прогулка романтика <Прогулянка романтика>                               | Альбом «Начальник Камчатки» у складі гурту «Кино», 13 записів Перший (напів)електричний студійний альбом У запису брали участь: Віктор Цой — вокал, гітара; Юрій Каспарян — соло-гітара, бек-вокал; Олександр Тітов — бас-гітара, ударні (1,3), бек-вокал; Борис Гребенщиков — драм-машина, клавішні; Сергій Курьохін — клавішні; Петро Трощенков — барабани (2,8); Георгій Гурьянов — ударні; Всеволод Гаккель — віолончель, ударні (12); Ігор Бутман — саксофон. | • Виданий: СРСР 1984, АнТроп, формат: бобина (KINO-HK); тривалість: 46:49 продюсер: Борис Гребенщиков звукорежесер: Андрій Тропілло Росія 1994, Moroz Records CD (MR 94011 CD); CS (MR 94003 MC); 2012, Moroz Records LP (MR 12017 LP) перевидання: 1996 Moroz Records CD (MR 96148 CD); CS (MR 96003 MC) ...                                                       |
| 1985                        | Сельва                                                                      | запис концерту 1985 | у 1996 році при перевиданні альбому «46» запис був поміщений в якості бонус-треку |
| 1985                        | 1. Це не любов                                                              | Альбом «Це не Любов» у складі гурту «Кино», 11 записів | • Виданий: СРСР тривалість: 46:26 продюсер: Олексій Вишня Неофіційний лейбл: формат: |
| 1985                        | 2. Весна                                                                    | Альбом «Це не Любов» у складі гурту «Кино», 11 записів | • Виданий: СРСР тривалість: 46:26 продюсер: Олексій Вишня Неофіційний лейбл: формат: |
| 1985                        | 3. Іди                                                                      | Альбом «Це не Любов» у складі гурту «Кино», 11 записів | • Виданий: СРСР тривалість: 46:26 продюсер: Олексій Вишня Неофіційний лейбл: формат: |
| 1985                        | 4. Місто                                                                    | Альбом «Це не Любов» у складі гурту «Кино», 11 записів | • Виданий: СРСР тривалість: 46:26 продюсер: Олексій Вишня Неофіційний лейбл: формат: |
| 1985                        | 5. Це — Любов                                                               | Альбом «Це не Любов» у складі гурту «Кино», 11 записів | • Виданий: СРСР тривалість: 46:26 продюсер: Олексій Вишня Неофіційний лейбл: формат: |
| 1985                        | 6. Поруч зі мною                                                            | Альбом «Це не Любов» у складі гурту «Кино», 11 записів | • Виданий: СРСР тривалість: 46:26 продюсер: Олексій Вишня Неофіційний лейбл: формат: |
| 1985                        | 7. Без'ядерна зона                                                          | Альбом «Це не Любов» у складі гурту «Кино», 11 записів | • Виданий: СРСР тривалість: 46:26 продюсер: Олексій Вишня Неофіційний лейбл: формат: |
| 1985                        | 8. Саша                                                                     | Альбом «Це не Любов» у складі гурту «Кино», 11 записів | • Виданий: СРСР тривалість: 46:26 продюсер: Олексій Вишня Неофіційний лейбл: формат: |
| 1985                        | 9. Вір мені                                                                 | Альбом «Це не Любов» у складі гурту «Кино», 11 записів | • Виданий: СРСР тривалість: 46:26 продюсер: Олексій Вишня Неофіційний лейбл: формат: |
| 1985                        | 10. Діти прохідних дворів                                                   | Альбом «Це не Любов» у складі гурту «Кино», 11 записів | • Виданий: СРСР тривалість: 46:26 продюсер: Олексій Вишня Неофіційний лейбл: формат: |
| 1985                        | 11. Музика хвиль                                                            | Альбом «Це не Любов» у складі гурту «Кино», 11 записів | • Виданий: СРСР тривалість: 46:26 продюсер: Олексій Вишня Неофіційний лейбл: формат: |
| 1982, 1986 (мастерінг 1991) | 1. Разреши мне… <Дозволь мені>                                              | Збірник: «Неизвестные песни» („Невідомі пісні“), 15 записів. Запис: студія Ленінградського МДТ — треки 6—10 (1982р.); студія «Яншива» — треки 1—5 (1986р.); домашній запис — треки 11—15. У запису брали участь: Віктор Цой — вокал, гітара, бас-гітара (6—10) Юрій Каспарян — гітара (1—5) Олексій Рибін — гітара та вокал (11—15) Олександр Титов — бас-гітара (1—5) Георгій Гур'янов — ударні (1—5) Валерій Кирилов — ударні (6—10) Александр Храбунов — бас-гітара (дописано у 1991р.) Автором всіх пісень є Віктор Цой, окрім: №13 - Володимир Захаров; №14 - Борис Гребенщиков; №15 - Павло Крусанов | Виданий: Росія • 1992 року Петербурзька студія грамзапису LP (за ініціативою Маріанни Цой) • 1993, Laserfilm CD (LF93-014) перевидання: 1996, Moroz Records CD (MR96149) ... |
| 1982, 1986 (мастерінг 1991) | 2. Братская любовь <Братська любов>                                         | Збірник: «Неизвестные песни» („Невідомі пісні“), 15 записів. Запис: студія Ленінградського МДТ — треки 6—10 (1982р.); студія «Яншива» — треки 1—5 (1986р.); домашній запис — треки 11—15. У запису брали участь: Віктор Цой — вокал, гітара, бас-гітара (6—10) Юрій Каспарян — гітара (1—5) Олексій Рибін — гітара та вокал (11—15) Олександр Титов — бас-гітара (1—5) Георгій Гур'янов — ударні (1—5) Валерій Кирилов — ударні (6—10) Александр Храбунов — бас-гітара (дописано у 1991р.) Автором всіх пісень є Віктор Цой, окрім: №13 - Володимир Захаров; №14 - Борис Гребенщиков; №15 - Павло Крусанов | Виданий: Росія • 1992 року Петербурзька студія грамзапису LP (за ініціативою Маріанни Цой) • 1993, Laserfilm CD (LF93-014) перевидання: 1996, Moroz Records CD (MR96149) ... |
| 1982, 1986 (мастерінг 1991) | 3. Ты мог бы… (Подросток) <Ти міг би>                                       | Збірник: «Неизвестные песни» („Невідомі пісні“), 15 записів. Запис: студія Ленінградського МДТ — треки 6—10 (1982р.); студія «Яншива» — треки 1—5 (1986р.); домашній запис — треки 11—15. У запису брали участь: Віктор Цой — вокал, гітара, бас-гітара (6—10) Юрій Каспарян — гітара (1—5) Олексій Рибін — гітара та вокал (11—15) Олександр Титов — бас-гітара (1—5) Георгій Гур'янов — ударні (1—5) Валерій Кирилов — ударні (6—10) Александр Храбунов — бас-гітара (дописано у 1991р.) Автором всіх пісень є Віктор Цой, окрім: №13 - Володимир Захаров; №14 - Борис Гребенщиков; №15 - Павло Крусанов | Виданий: Росія • 1992 року Петербурзька студія грамзапису LP (за ініціативою Маріанни Цой) • 1993, Laserfilm CD (LF93-014) перевидання: 1996, Moroz Records CD (MR96149) ... |
| 1982, 1986 (мастерінг 1991) | 4. Любовь — это не шутка <Кохання — це не жарт>                             | Збірник: «Неизвестные песни» („Невідомі пісні“), 15 записів. Запис: студія Ленінградського МДТ — треки 6—10 (1982р.); студія «Яншива» — треки 1—5 (1986р.); домашній запис — треки 11—15. У запису брали участь: Віктор Цой — вокал, гітара, бас-гітара (6—10) Юрій Каспарян — гітара (1—5) Олексій Рибін — гітара та вокал (11—15) Олександр Титов — бас-гітара (1—5) Георгій Гур'янов — ударні (1—5) Валерій Кирилов — ударні (6—10) Александр Храбунов — бас-гітара (дописано у 1991р.) Автором всіх пісень є Віктор Цой, окрім: №13 - Володимир Захаров; №14 - Борис Гребенщиков; №15 - Павло Крусанов | Виданий: Росія • 1992 року Петербурзька студія грамзапису LP (за ініціативою Маріанни Цой) • 1993, Laserfilm CD (LF93-014) перевидання: 1996, Moroz Records CD (MR96149) ... |
| 1982, 1986 (мастерінг 1991) | 5. Ты обвела меня вокруг пальца <Ти обвела мене навколо пальця>             | Збірник: «Неизвестные песни» („Невідомі пісні“), 15 записів. Запис: студія Ленінградського МДТ — треки 6—10 (1982р.); студія «Яншива» — треки 1—5 (1986р.); домашній запис — треки 11—15. У запису брали участь: Віктор Цой — вокал, гітара, бас-гітара (6—10) Юрій Каспарян — гітара (1—5) Олексій Рибін — гітара та вокал (11—15) Олександр Титов — бас-гітара (1—5) Георгій Гур'янов — ударні (1—5) Валерій Кирилов — ударні (6—10) Александр Храбунов — бас-гітара (дописано у 1991р.) Автором всіх пісень є Віктор Цой, окрім: №13 - Володимир Захаров; №14 - Борис Гребенщиков; №15 - Павло Крусанов | Виданий: Росія • 1992 року Петербурзька студія грамзапису LP (за ініціативою Маріанни Цой) • 1993, Laserfilm CD (LF93-014) перевидання: 1996, Moroz Records CD (MR96149) ... |
| 1982, 1986 (мастерінг 1991) | 6. В поисках сюжета <У пошуках сюжету>                                      | Збірник: «Неизвестные песни» („Невідомі пісні“), 15 записів. Запис: студія Ленінградського МДТ — треки 6—10 (1982р.); студія «Яншива» — треки 1—5 (1986р.); домашній запис — треки 11—15. У запису брали участь: Віктор Цой — вокал, гітара, бас-гітара (6—10) Юрій Каспарян — гітара (1—5) Олексій Рибін — гітара та вокал (11—15) Олександр Титов — бас-гітара (1—5) Георгій Гур'янов — ударні (1—5) Валерій Кирилов — ударні (6—10) Александр Храбунов — бас-гітара (дописано у 1991р.) Автором всіх пісень є Віктор Цой, окрім: №13 - Володимир Захаров; №14 - Борис Гребенщиков; №15 - Павло Крусанов | Виданий: Росія • 1992 року Петербурзька студія грамзапису LP (за ініціативою Маріанни Цой) • 1993, Laserfilm CD (LF93-014) перевидання: 1996, Moroz Records CD (MR96149) ... |
| 1982, 1986 (мастерінг 1991) | 7. Весна <Весна>                                                            | Збірник: «Неизвестные песни» („Невідомі пісні“), 15 записів. Запис: студія Ленінградського МДТ — треки 6—10 (1982р.); студія «Яншива» — треки 1—5 (1986р.); домашній запис — треки 11—15. У запису брали участь: Віктор Цой — вокал, гітара, бас-гітара (6—10) Юрій Каспарян — гітара (1—5) Олексій Рибін — гітара та вокал (11—15) Олександр Титов — бас-гітара (1—5) Георгій Гур'янов — ударні (1—5) Валерій Кирилов — ударні (6—10) Александр Храбунов — бас-гітара (дописано у 1991р.) Автором всіх пісень є Віктор Цой, окрім: №13 - Володимир Захаров; №14 - Борис Гребенщиков; №15 - Павло Крусанов | Виданий: Росія • 1992 року Петербурзька студія грамзапису LP (за ініціативою Маріанни Цой) • 1993, Laserfilm CD (LF93-014) перевидання: 1996, Moroz Records CD (MR96149) ... |
| 1982, 1986 (мастерінг 1991) | 8. Последний герой <Останній герой>                                         | Збірник: «Неизвестные песни» („Невідомі пісні“), 15 записів. Запис: студія Ленінградського МДТ — треки 6—10 (1982р.); студія «Яншива» — треки 1—5 (1986р.); домашній запис — треки 11—15. У запису брали участь: Віктор Цой — вокал, гітара, бас-гітара (6—10) Юрій Каспарян — гітара (1—5) Олексій Рибін — гітара та вокал (11—15) Олександр Титов — бас-гітара (1—5) Георгій Гур'янов — ударні (1—5) Валерій Кирилов — ударні (6—10) Александр Храбунов — бас-гітара (дописано у 1991р.) Автором всіх пісень є Віктор Цой, окрім: №13 - Володимир Захаров; №14 - Борис Гребенщиков; №15 - Павло Крусанов | Виданий: Росія • 1992 року Петербурзька студія грамзапису LP (за ініціативою Маріанни Цой) • 1993, Laserfilm CD (LF93-014) перевидання: 1996, Moroz Records CD (MR96149) ... |
| 1982, 1986 (мастерінг 1991) | 9. Около семи утра <Близько сьомої ранку>                                   | Збірник: «Неизвестные песни» („Невідомі пісні“), 15 записів. Запис: студія Ленінградського МДТ — треки 6—10 (1982р.); студія «Яншива» — треки 1—5 (1986р.); домашній запис — треки 11—15. У запису брали участь: Віктор Цой — вокал, гітара, бас-гітара (6—10) Юрій Каспарян — гітара (1—5) Олексій Рибін — гітара та вокал (11—15) Олександр Титов — бас-гітара (1—5) Георгій Гур'янов — ударні (1—5) Валерій Кирилов — ударні (6—10) Александр Храбунов — бас-гітара (дописано у 1991р.) Автором всіх пісень є Віктор Цой, окрім: №13 - Володимир Захаров; №14 - Борис Гребенщиков; №15 - Павло Крусанов | Виданий: Росія • 1992 року Петербурзька студія грамзапису LP (за ініціативою Маріанни Цой) • 1993, Laserfilm CD (LF93-014) перевидання: 1996, Moroz Records CD (MR96149) ... |
| 1982, 1986 (мастерінг 1991) | 10. Лето <Літо>                                                             | Збірник: «Неизвестные песни» („Невідомі пісні“), 15 записів. Запис: студія Ленінградського МДТ — треки 6—10 (1982р.); студія «Яншива» — треки 1—5 (1986р.); домашній запис — треки 11—15. У запису брали участь: Віктор Цой — вокал, гітара, бас-гітара (6—10) Юрій Каспарян — гітара (1—5) Олексій Рибін — гітара та вокал (11—15) Олександр Титов — бас-гітара (1—5) Георгій Гур'янов — ударні (1—5) Валерій Кирилов — ударні (6—10) Александр Храбунов — бас-гітара (дописано у 1991р.) Автором всіх пісень є Віктор Цой, окрім: №13 - Володимир Захаров; №14 - Борис Гребенщиков; №15 - Павло Крусанов | Виданий: Росія • 1992 року Петербурзька студія грамзапису LP (за ініціативою Маріанни Цой) • 1993, Laserfilm CD (LF93-014) перевидання: 1996, Moroz Records CD (MR96149) ... |
| 1982, 1986 (мастерінг 1991) | 11. Мне не нравится город Москва <Мені не подобається місто Москва> (bonus) | Збірник: «Неизвестные песни» („Невідомі пісні“), 15 записів. Запис: студія Ленінградського МДТ — треки 6—10 (1982р.); студія «Яншива» — треки 1—5 (1986р.); домашній запис — треки 11—15. У запису брали участь: Віктор Цой — вокал, гітара, бас-гітара (6—10) Юрій Каспарян — гітара (1—5) Олексій Рибін — гітара та вокал (11—15) Олександр Титов — бас-гітара (1—5) Георгій Гур'янов — ударні (1—5) Валерій Кирилов — ударні (6—10) Александр Храбунов — бас-гітара (дописано у 1991р.) Автором всіх пісень є Віктор Цой, окрім: №13 - Володимир Захаров; №14 - Борис Гребенщиков; №15 - Павло Крусанов | Виданий: Росія • 1992 року Петербурзька студія грамзапису LP (за ініціативою Маріанни Цой) • 1993, Laserfilm CD (LF93-014) перевидання: 1996, Moroz Records CD (MR96149) ... |
| 1982, 1986 (мастерінг 1991) | 12. Скоро будет зима (песня для БГ) <Скоро буде зима> (bonus)               | Збірник: «Неизвестные песни» („Невідомі пісні“), 15 записів. Запис: студія Ленінградського МДТ — треки 6—10 (1982р.); студія «Яншива» — треки 1—5 (1986р.); домашній запис — треки 11—15. У запису брали участь: Віктор Цой — вокал, гітара, бас-гітара (6—10) Юрій Каспарян — гітара (1—5) Олексій Рибін — гітара та вокал (11—15) Олександр Титов — бас-гітара (1—5) Георгій Гур'янов — ударні (1—5) Валерій Кирилов — ударні (6—10) Александр Храбунов — бас-гітара (дописано у 1991р.) Автором всіх пісень є Віктор Цой, окрім: №13 - Володимир Захаров; №14 - Борис Гребенщиков; №15 - Павло Крусанов | Виданий: Росія • 1992 року Петербурзька студія грамзапису LP (за ініціативою Маріанни Цой) • 1993, Laserfilm CD (LF93-014) перевидання: 1996, Moroz Records CD (MR96149) ... |
| 1982, 1986 (мастерінг 1991) | 13. Далёко - далёко <Далеко-далеко> (bonus)                                 | Збірник: «Неизвестные песни» („Невідомі пісні“), 15 записів. Запис: студія Ленінградського МДТ — треки 6—10 (1982р.); студія «Яншива» — треки 1—5 (1986р.); домашній запис — треки 11—15. У запису брали участь: Віктор Цой — вокал, гітара, бас-гітара (6—10) Юрій Каспарян — гітара (1—5) Олексій Рибін — гітара та вокал (11—15) Олександр Титов — бас-гітара (1—5) Георгій Гур'янов — ударні (1—5) Валерій Кирилов — ударні (6—10) Александр Храбунов — бас-гітара (дописано у 1991р.) Автором всіх пісень є Віктор Цой, окрім: №13 - Володимир Захаров; №14 - Борис Гребенщиков; №15 - Павло Крусанов | Виданий: Росія • 1992 року Петербурзька студія грамзапису LP (за ініціативою Маріанни Цой) • 1993, Laserfilm CD (LF93-014) перевидання: 1996, Moroz Records CD (MR96149) ... |
| 1982, 1986 (мастерінг 1991) | 14. Железнодорожная вода <Залізнична Вода> (bonus)                          | Збірник: «Неизвестные песни» („Невідомі пісні“), 15 записів. Запис: студія Ленінградського МДТ — треки 6—10 (1982р.); студія «Яншива» — треки 1—5 (1986р.); домашній запис — треки 11—15. У запису брали участь: Віктор Цой — вокал, гітара, бас-гітара (6—10) Юрій Каспарян — гітара (1—5) Олексій Рибін — гітара та вокал (11—15) Олександр Титов — бас-гітара (1—5) Георгій Гур'янов — ударні (1—5) Валерій Кирилов — ударні (6—10) Александр Храбунов — бас-гітара (дописано у 1991р.) Автором всіх пісень є Віктор Цой, окрім: №13 - Володимир Захаров; №14 - Борис Гребенщиков; №15 - Павло Крусанов | Виданий: Росія • 1992 року Петербурзька студія грамзапису LP (за ініціативою Маріанни Цой) • 1993, Laserfilm CD (LF93-014) перевидання: 1996, Moroz Records CD (MR96149) ... |
| 1982, 1986 (мастерінг 1991) | 15. Городской мотылёк <Міський метелик> (bonus)                             | Збірник: «Неизвестные песни» („Невідомі пісні“), 15 записів. Запис: студія Ленінградського МДТ — треки 6—10 (1982р.); студія «Яншива» — треки 1—5 (1986р.); домашній запис — треки 11—15. У запису брали участь: Віктор Цой — вокал, гітара, бас-гітара (6—10) Юрій Каспарян — гітара (1—5) Олексій Рибін — гітара та вокал (11—15) Олександр Титов — бас-гітара (1—5) Георгій Гур'янов — ударні (1—5) Валерій Кирилов — ударні (6—10) Александр Храбунов — бас-гітара (дописано у 1991р.) Автором всіх пісень є Віктор Цой, окрім: №13 - Володимир Захаров; №14 - Борис Гребенщиков; №15 - Павло Крусанов | Виданий: Росія • 1992 року Петербурзька студія грамзапису LP (за ініціативою Маріанни Цой) • 1993, Laserfilm CD (LF93-014) перевидання: 1996, Moroz Records CD (MR96149) ... |
| 1986                        | 1. Бачили ніч                                                               | альбом «Ніч» у складі гурту «Кино», 11 записів | Виданий: СРСР • Перший офіційно виданий альбом гурту тривалість: 58:50 продюсер: Неофіційний лейбл: АнТроп (1986, 1988); офіційний лейбл: Мелодія (1989, 1990, 1991) формат: компакт-касета, Грамофонна платівка (Мелодія) |
| 1986                        | 2. Фільми                                                                   | альбом «Ніч» у складі гурту «Кино», 11 записів | Виданий: СРСР • Перший офіційно виданий альбом гурту тривалість: 58:50 продюсер: Неофіційний лейбл: АнТроп (1986, 1988); офіційний лейбл: Мелодія (1989, 1990, 1991) формат: компакт-касета, Грамофонна платівка (Мелодія) |
| 1986                        | 3. Твій номер                                                               | альбом «Ніч» у складі гурту «Кино», 11 записів | Виданий: СРСР • Перший офіційно виданий альбом гурту тривалість: 58:50 продюсер: Неофіційний лейбл: АнТроп (1986, 1988); офіційний лейбл: Мелодія (1989, 1990, 1991) формат: компакт-касета, Грамофонна платівка (Мелодія) |
| 1986                        | 4. Танець                                                                   | альбом «Ніч» у складі гурту «Кино», 11 записів | Виданий: СРСР • Перший офіційно виданий альбом гурту тривалість: 58:50 продюсер: Неофіційний лейбл: АнТроп (1986, 1988); офіційний лейбл: Мелодія (1989, 1990, 1991) формат: компакт-касета, Грамофонна платівка (Мелодія) |
| 1986                        | 5. Ніч                                                                      | альбом «Ніч» у складі гурту «Кино», 11 записів | Виданий: СРСР • Перший офіційно виданий альбом гурту тривалість: 58:50 продюсер: Неофіційний лейбл: АнТроп (1986, 1988); офіційний лейбл: Мелодія (1989, 1990, 1991) формат: компакт-касета, Грамофонна платівка (Мелодія) |
| 1986                        | 6. Останній герой                                                           | альбом «Ніч» у складі гурту «Кино», 11 записів | Виданий: СРСР • Перший офіційно виданий альбом гурту тривалість: 58:50 продюсер: Неофіційний лейбл: АнТроп (1986, 1988); офіційний лейбл: Мелодія (1989, 1990, 1991) формат: компакт-касета, Грамофонна платівка (Мелодія) |
| 1986                        | 7. Життя в склах                                                            | альбом «Ніч» у складі гурту «Кино», 11 записів | Виданий: СРСР • Перший офіційно виданий альбом гурту тривалість: 58:50 продюсер: Неофіційний лейбл: АнТроп (1986, 1988); офіційний лейбл: Мелодія (1989, 1990, 1991) формат: компакт-касета, Грамофонна платівка (Мелодія) |
| 1986                        | 8. Мама анархія                                                             | альбом «Ніч» у складі гурту «Кино», 11 записів | Виданий: СРСР • Перший офіційно виданий альбом гурту тривалість: 58:50 продюсер: Неофіційний лейбл: АнТроп (1986, 1988); офіційний лейбл: Мелодія (1989, 1990, 1991) формат: компакт-касета, Грамофонна платівка (Мелодія) |
| 1986                        | 9. Зірки залишаться тут                                                     | альбом «Ніч» у складі гурту «Кино», 11 записів | Виданий: СРСР • Перший офіційно виданий альбом гурту тривалість: 58:50 продюсер: Неофіційний лейбл: АнТроп (1986, 1988); офіційний лейбл: Мелодія (1989, 1990, 1991) формат: компакт-касета, Грамофонна платівка (Мелодія) |
| 1986                        | 10. Гра                                                                     | альбом «Ніч» у складі гурту «Кино», 11 записів | Виданий: СРСР • Перший офіційно виданий альбом гурту тривалість: 58:50 продюсер: Неофіційний лейбл: АнТроп (1986, 1988); офіційний лейбл: Мелодія (1989, 1990, 1991) формат: компакт-касета, Грамофонна платівка (Мелодія) |
| 1986                        | 11. Ми хочемо танцювати                                                     | альбом «Ніч» у складі гурту «Кино», 11 записів | Виданий: СРСР • Перший офіційно виданий альбом гурту тривалість: 58:50 продюсер: Неофіційний лейбл: АнТроп (1986, 1988); офіційний лейбл: Мелодія (1989, 1990, 1991) формат: компакт-касета, Грамофонна платівка (Мелодія) |
| 1984 (мастерінг 1987)       | 1. Камчатка                                                                 | Міні-альбом з альбому «Начальник Камчатки» у складі гурту «Кино», 4 записи | • Виданий: СРСР 1987, фірма «Мелодия» формат: міньон (a-la міні-альбом/EP) |
| 1984 (мастерінг 1987)       | 2. Генерал                                                                  | Міні-альбом з альбому «Начальник Камчатки» у складі гурту «Кино», 4 записи | • Виданий: СРСР 1987, фірма «Мелодия» формат: міньон (a-la міні-альбом/EP) |
| 1984 (мастерінг 1987)       | 3. Тролейбус                                                                | Міні-альбом з альбому «Начальник Камчатки» у складі гурту «Кино», 4 записи | • Виданий: СРСР 1987, фірма «Мелодия» формат: міньон (a-la міні-альбом/EP) |
| 1984 (мастерінг 1987)       | 4. Прогулянка романтика                                                     | Міні-альбом з альбому «Начальник Камчатки» у складі гурту «Кино», 4 записи | • Виданий: СРСР 1987, фірма «Мелодия» формат: міньон (a-la міні-альбом/EP) |
| 1987                        | 5. Хочу перемен! <Хочу змін>                                                | Саундтрек (збірка різних виконавців) до кінофільму «АССА» у складі гурту «Кино», 1 запис. У запису брали участь: Виктор Цой — вокал, Георгій Гурьянов — ударні, Юрій Каспарян — гітара, Ігор Тихомиров — бас-гітара, Андрій Крисанов — бас-гітара, Сергій «Африка» Бугаєв — ударні, Тимур Новіков — художник | • Виданий: СРСР 1987, фірма «Мелодия» формат: LP |
| 1987—1988                   | 1. Група крові                                                              | Альбом «Група крові» у складі гурту «Кино», 11 записів | • Виданий: СРСР (1988) „Яншива“ тривалість: 47:28 продюсер: О.Вишня лейбл: 'пиратський' кооператив; формат: бобіна, компакт-касета • Офіційне видання: США (1989) продюсер: Джоанна Стінгрей лейбл: Gold Castle Records; формат: LP, Компакт-касета, CD • Перевидання: Японія (21 листопада 1989) лейбл: Gold Castle Records формат: CD                             |
| 1987—1988                   | 2. Закрий за мною двері, я йду                                              | Альбом «Група крові» у складі гурту «Кино», 11 записів | • Виданий: СРСР (1988) „Яншива“ тривалість: 47:28 продюсер: О.Вишня лейбл: 'пиратський' кооператив; формат: бобіна, компакт-касета • Офіційне видання: США (1989) продюсер: Джоанна Стінгрей лейбл: Gold Castle Records; формат: LP, Компакт-касета, CD • Перевидання: Японія (21 листопада 1989) лейбл: Gold Castle Records формат: CD                             |
| 1987—1988                   | 3. Війна                                                                    | Альбом «Група крові» у складі гурту «Кино», 11 записів | • Виданий: СРСР (1988) „Яншива“ тривалість: 47:28 продюсер: О.Вишня лейбл: 'пиратський' кооператив; формат: бобіна, компакт-касета • Офіційне видання: США (1989) продюсер: Джоанна Стінгрей лейбл: Gold Castle Records; формат: LP, Компакт-касета, CD • Перевидання: Японія (21 листопада 1989) лейбл: Gold Castle Records формат: CD                             |
| 1987—1988                   | 4. Спокійна ніч                                                             | Альбом «Група крові» у складі гурту «Кино», 11 записів | • Виданий: СРСР (1988) „Яншива“ тривалість: 47:28 продюсер: О.Вишня лейбл: 'пиратський' кооператив; формат: бобіна, компакт-касета • Офіційне видання: США (1989) продюсер: Джоанна Стінгрей лейбл: Gold Castle Records; формат: LP, Компакт-касета, CD • Перевидання: Японія (21 листопада 1989) лейбл: Gold Castle Records формат: CD                             |
| 1987—1988                   | 5. Мама, ми всі важко хворі                                                 | Альбом «Група крові» у складі гурту «Кино», 11 записів | • Виданий: СРСР (1988) „Яншива“ тривалість: 47:28 продюсер: О.Вишня лейбл: 'пиратський' кооператив; формат: бобіна, компакт-касета • Офіційне видання: США (1989) продюсер: Джоанна Стінгрей лейбл: Gold Castle Records; формат: LP, Компакт-касета, CD • Перевидання: Японія (21 листопада 1989) лейбл: Gold Castle Records формат: CD                             |
| 1987—1988                   | 6. Бошетунмай                                                               | Альбом «Група крові» у складі гурту «Кино», 11 записів | • Виданий: СРСР (1988) „Яншива“ тривалість: 47:28 продюсер: О.Вишня лейбл: 'пиратський' кооператив; формат: бобіна, компакт-касета • Офіційне видання: США (1989) продюсер: Джоанна Стінгрей лейбл: Gold Castle Records; формат: LP, Компакт-касета, CD • Перевидання: Японія (21 листопада 1989) лейбл: Gold Castle Records формат: CD                             |
| 1987—1988                   | 7. У наших очах                                                             | Альбом «Група крові» у складі гурту «Кино», 11 записів | • Виданий: СРСР (1988) „Яншива“ тривалість: 47:28 продюсер: О.Вишня лейбл: 'пиратський' кооператив; формат: бобіна, компакт-касета • Офіційне видання: США (1989) продюсер: Джоанна Стінгрей лейбл: Gold Castle Records; формат: LP, Компакт-касета, CD • Перевидання: Японія (21 листопада 1989) лейбл: Gold Castle Records формат: CD                             |
| 1987—1988                   | 8. Спробуй заспівати разом зі мною                                          | Альбом «Група крові» у складі гурту «Кино», 11 записів | • Виданий: СРСР (1988) „Яншива“ тривалість: 47:28 продюсер: О.Вишня лейбл: 'пиратський' кооператив; формат: бобіна, компакт-касета • Офіційне видання: США (1989) продюсер: Джоанна Стінгрей лейбл: Gold Castle Records; формат: LP, Компакт-касета, CD • Перевидання: Японія (21 листопада 1989) лейбл: Gold Castle Records формат: CD                             |
| 1987—1988                   | 9. Перехожий                                                                | Альбом «Група крові» у складі гурту «Кино», 11 записів | • Виданий: СРСР (1988) „Яншива“ тривалість: 47:28 продюсер: О.Вишня лейбл: 'пиратський' кооператив; формат: бобіна, компакт-касета • Офіційне видання: США (1989) продюсер: Джоанна Стінгрей лейбл: Gold Castle Records; формат: LP, Компакт-касета, CD • Перевидання: Японія (21 листопада 1989) лейбл: Gold Castle Records формат: CD                             |
| 1987—1988                   | 10. Далі діяти будемо ми                                                    | Альбом «Група крові» у складі гурту «Кино», 11 записів | • Виданий: СРСР (1988) „Яншива“ тривалість: 47:28 продюсер: О.Вишня лейбл: 'пиратський' кооператив; формат: бобіна, компакт-касета • Офіційне видання: США (1989) продюсер: Джоанна Стінгрей лейбл: Gold Castle Records; формат: LP, Компакт-касета, CD • Перевидання: Японія (21 листопада 1989) лейбл: Gold Castle Records формат: CD                             |
| 1987—1988                   | 11. Легенда                                                                 | Альбом «Група крові» у складі гурту «Кино», 11 записів | • Виданий: СРСР (1988) „Яншива“ тривалість: 47:28 продюсер: О.Вишня лейбл: 'пиратський' кооператив; формат: бобіна, компакт-касета • Офіційне видання: США (1989) продюсер: Джоанна Стінгрей лейбл: Gold Castle Records; формат: LP, Компакт-касета, CD • Перевидання: Японія (21 листопада 1989) лейбл: Gold Castle Records формат: CD                             |
| 1988                        | 1. Песня без слов <Пісня без слів>                                          | Альбом «Звезда по имени Солнце» („Зірка на ім'я Сонце“) у складі гурту «Кино», 9 записів. Перший і єдиний студійний альбом в історії групи записаний у професійній студії. Студія належала Валерію Леонтьєву. | • Виданий: СРСР 1989, Кино бобина (KINO-ZS), кооператив «Гармония» компакт-касета; Росія: 1993, General Records CD (GR-90-205); 1993, Moroz Records CS (MR 9335); 1993, S.B.A. Records Inc. LP; ... Запис: студія Валерія Леонт'єва. звукорежесер: Михайло Кувшинов тривалість: 41:24 продюсер: Юрій Бєлішкін, гурт Кино лейбл: Кино формат: бобіна, компакт касета |
| 1988                        | 2. Звезда по имени Солнце <Зірка на ім'я Сонце>                             | Альбом «Звезда по имени Солнце» („Зірка на ім'я Сонце“) у складі гурту «Кино», 9 записів. Перший і єдиний студійний альбом в історії групи записаний у професійній студії. Студія належала Валерію Леонтьєву. | • Виданий: СРСР 1989, Кино бобина (KINO-ZS), кооператив «Гармония» компакт-касета; Росія: 1993, General Records CD (GR-90-205); 1993, Moroz Records CS (MR 9335); 1993, S.B.A. Records Inc. LP; ... Запис: студія Валерія Леонт'єва. звукорежесер: Михайло Кувшинов тривалість: 41:24 продюсер: Юрій Бєлішкін, гурт Кино лейбл: Кино формат: бобіна, компакт касета |
| 1988                        | 3. Невесёлая песня <Невесела пісня>                                         | Альбом «Звезда по имени Солнце» („Зірка на ім'я Сонце“) у складі гурту «Кино», 9 записів. Перший і єдиний студійний альбом в історії групи записаний у професійній студії. Студія належала Валерію Леонтьєву. | • Виданий: СРСР 1989, Кино бобина (KINO-ZS), кооператив «Гармония» компакт-касета; Росія: 1993, General Records CD (GR-90-205); 1993, Moroz Records CS (MR 9335); 1993, S.B.A. Records Inc. LP; ... Запис: студія Валерія Леонт'єва. звукорежесер: Михайло Кувшинов тривалість: 41:24 продюсер: Юрій Бєлішкін, гурт Кино лейбл: Кино формат: бобіна, компакт касета |
| 1988                        | 4. Странная сказка <Дивна казка>                                            | Альбом «Звезда по имени Солнце» („Зірка на ім'я Сонце“) у складі гурту «Кино», 9 записів. Перший і єдиний студійний альбом в історії групи записаний у професійній студії. Студія належала Валерію Леонтьєву. | • Виданий: СРСР 1989, Кино бобина (KINO-ZS), кооператив «Гармония» компакт-касета; Росія: 1993, General Records CD (GR-90-205); 1993, Moroz Records CS (MR 9335); 1993, S.B.A. Records Inc. LP; ... Запис: студія Валерія Леонт'єва. звукорежесер: Михайло Кувшинов тривалість: 41:24 продюсер: Юрій Бєлішкін, гурт Кино лейбл: Кино формат: бобіна, компакт касета |
| 1988                        | 5. Место для шага вперёд <Місце для кроку вперед>                           | Альбом «Звезда по имени Солнце» („Зірка на ім'я Сонце“) у складі гурту «Кино», 9 записів. Перший і єдиний студійний альбом в історії групи записаний у професійній студії. Студія належала Валерію Леонтьєву. | • Виданий: СРСР 1989, Кино бобина (KINO-ZS), кооператив «Гармония» компакт-касета; Росія: 1993, General Records CD (GR-90-205); 1993, Moroz Records CS (MR 9335); 1993, S.B.A. Records Inc. LP; ... Запис: студія Валерія Леонт'єва. звукорежесер: Михайло Кувшинов тривалість: 41:24 продюсер: Юрій Бєлішкін, гурт Кино лейбл: Кино формат: бобіна, компакт касета |
| 1988                        | 6. Пачка сигарет <Пачка цигарок>                                            | Альбом «Звезда по имени Солнце» („Зірка на ім'я Сонце“) у складі гурту «Кино», 9 записів. Перший і єдиний студійний альбом в історії групи записаний у професійній студії. Студія належала Валерію Леонтьєву. | • Виданий: СРСР 1989, Кино бобина (KINO-ZS), кооператив «Гармония» компакт-касета; Росія: 1993, General Records CD (GR-90-205); 1993, Moroz Records CS (MR 9335); 1993, S.B.A. Records Inc. LP; ... Запис: студія Валерія Леонт'єва. звукорежесер: Михайло Кувшинов тривалість: 41:24 продюсер: Юрій Бєлішкін, гурт Кино лейбл: Кино формат: бобіна, компакт касета |
| 1988                        | 7. Стук <Стукіт>                                                            | Альбом «Звезда по имени Солнце» („Зірка на ім'я Сонце“) у складі гурту «Кино», 9 записів. Перший і єдиний студійний альбом в історії групи записаний у професійній студії. Студія належала Валерію Леонтьєву. | • Виданий: СРСР 1989, Кино бобина (KINO-ZS), кооператив «Гармония» компакт-касета; Росія: 1993, General Records CD (GR-90-205); 1993, Moroz Records CS (MR 9335); 1993, S.B.A. Records Inc. LP; ... Запис: студія Валерія Леонт'єва. звукорежесер: Михайло Кувшинов тривалість: 41:24 продюсер: Юрій Бєлішкін, гурт Кино лейбл: Кино формат: бобіна, компакт касета |
| 1988                        | 8. Печаль <Сум>                                                             | Альбом «Звезда по имени Солнце» („Зірка на ім'я Сонце“) у складі гурту «Кино», 9 записів. Перший і єдиний студійний альбом в історії групи записаний у професійній студії. Студія належала Валерію Леонтьєву. | • Виданий: СРСР 1989, Кино бобина (KINO-ZS), кооператив «Гармония» компакт-касета; Росія: 1993, General Records CD (GR-90-205); 1993, Moroz Records CS (MR 9335); 1993, S.B.A. Records Inc. LP; ... Запис: студія Валерія Леонт'єва. звукорежесер: Михайло Кувшинов тривалість: 41:24 продюсер: Юрій Бєлішкін, гурт Кино лейбл: Кино формат: бобіна, компакт касета |
| 1988                        | 9. Апрель <Квітень>                                                         | Альбом «Звезда по имени Солнце» („Зірка на ім'я Сонце“) у складі гурту «Кино», 9 записів. Перший і єдиний студійний альбом в історії групи записаний у професійній студії. Студія належала Валерію Леонтьєву. | • Виданий: СРСР 1989, Кино бобина (KINO-ZS), кооператив «Гармония» компакт-касета; Росія: 1993, General Records CD (GR-90-205); 1993, Moroz Records CS (MR 9335); 1993, S.B.A. Records Inc. LP; ... Запис: студія Валерія Леонт'єва. звукорежесер: Михайло Кувшинов тривалість: 41:24 продюсер: Юрій Бєлішкін, гурт Кино лейбл: Кино формат: бобіна, компакт касета |
| 1989                        | 1. Maman (Мама, ми всі важко хворі)                                         | Сингл, Кино «Maman» 2 записи | • Виданий: Франція 1989 рік лейбл «Off The Track Records» формат: сингл |
| 1989                        | 2. Trolleybus (Тролейбус)                                                   | Сингл, Кино «Maman» 2 записи | • Виданий: Франція 1989 рік лейбл «Off The Track Records» формат: сингл |
| 1989                        | 1. Changement! (Хочу змін!)                                                 | Збірник пісень «Le Dernier des Héros» („Останній герой“) у складі гурту «Кино» (Хочу змін, Електричка, Тролейбус та Останній герой — перезаписані), 10 записів | • Виданий: Франція: 1989 Off The Track Records Росія: 1991 Russian Disc; 1993, 1996, 2003, 2012 Moroz Records Запис: студія Валерія Леонт'єва; звукорежесер: Михайло Кувшинов. зведення: студії «Studio du Val d’Orge» (Франція, Париж) тривалість: 43:01 продюсер: Жоель Бастенер лейбл: «Off The Track Records»; формат: LP, CD                                   |
| 1989                        | 2. Train de Banlieue (Електричка)                                           | Збірник пісень «Le Dernier des Héros» („Останній герой“) у складі гурту «Кино» (Хочу змін, Електричка, Тролейбус та Останній герой — перезаписані), 10 записів | • Виданий: Франція: 1989 Off The Track Records Росія: 1991 Russian Disc; 1993, 1996, 2003, 2012 Moroz Records Запис: студія Валерія Леонт'єва; звукорежесер: Михайло Кувшинов. зведення: студії «Studio du Val d’Orge» (Франція, Париж) тривалість: 43:01 продюсер: Жоель Бастенер лейбл: «Off The Track Records»; формат: LP, CD                                   |
| 1989                        | 3. Guerre (Війна)                                                           | Збірник пісень «Le Dernier des Héros» („Останній герой“) у складі гурту «Кино» (Хочу змін, Електричка, Тролейбус та Останній герой — перезаписані), 10 записів | • Виданий: Франція: 1989 Off The Track Records Росія: 1991 Russian Disc; 1993, 1996, 2003, 2012 Moroz Records Запис: студія Валерія Леонт'єва; звукорежесер: Михайло Кувшинов. зведення: студії «Studio du Val d’Orge» (Франція, Париж) тривалість: 43:01 продюсер: Жоель Бастенер лейбл: «Off The Track Records»; формат: LP, CD                                   |
| 1989                        | 4. Trolleybus (Тролейбус)                                                   | Збірник пісень «Le Dernier des Héros» („Останній герой“) у складі гурту «Кино» (Хочу змін, Електричка, Тролейбус та Останній герой — перезаписані), 10 записів | • Виданий: Франція: 1989 Off The Track Records Росія: 1991 Russian Disc; 1993, 1996, 2003, 2012 Moroz Records Запис: студія Валерія Леонт'єва; звукорежесер: Михайло Кувшинов. зведення: студії «Studio du Val d’Orge» (Франція, Париж) тривалість: 43:01 продюсер: Жоель Бастенер лейбл: «Off The Track Records»; формат: LP, CD                                   |
| 1989                        | 5. D'où Vient Donc Cette Tristesse (Сум)                                    | Збірник пісень «Le Dernier des Héros» („Останній герой“) у складі гурту «Кино» (Хочу змін, Електричка, Тролейбус та Останній герой — перезаписані), 10 записів | • Виданий: Франція: 1989 Off The Track Records Росія: 1991 Russian Disc; 1993, 1996, 2003, 2012 Moroz Records Запис: студія Валерія Леонт'єва; звукорежесер: Михайло Кувшинов. зведення: студії «Studio du Val d’Orge» (Франція, Париж) тривалість: 43:01 продюсер: Жоель Бастенер лейбл: «Off The Track Records»; формат: LP, CD                                   |
| 1989                        | 6. Le Dernier des Héros (Останній герой)                                    | Збірник пісень «Le Dernier des Héros» („Останній герой“) у складі гурту «Кино» (Хочу змін, Електричка, Тролейбус та Останній герой — перезаписані), 10 записів | • Виданий: Франція: 1989 Off The Track Records Росія: 1991 Russian Disc; 1993, 1996, 2003, 2012 Moroz Records Запис: студія Валерія Леонт'єва; звукорежесер: Михайло Кувшинов. зведення: студії «Studio du Val d’Orge» (Франція, Париж) тривалість: 43:01 продюсер: Жоель Бастенер лейбл: «Off The Track Records»; формат: LP, CD                                   |
| 1989                        | 7. Groupe Sanguin (Група крові)                                             | Збірник пісень «Le Dernier des Héros» („Останній герой“) у складі гурту «Кино» (Хочу змін, Електричка, Тролейбус та Останній герой — перезаписані), 10 записів | • Виданий: Франція: 1989 Off The Track Records Росія: 1991 Russian Disc; 1993, 1996, 2003, 2012 Moroz Records Запис: студія Валерія Леонт'єва; звукорежесер: Михайло Кувшинов. зведення: студії «Studio du Val d’Orge» (Франція, Париж) тривалість: 43:01 продюсер: Жоель Бастенер лейбл: «Off The Track Records»; формат: LP, CD                                   |
| 1989                        | 8. Maman (Мама, ми всі важко хворі)                                         | Збірник пісень «Le Dernier des Héros» („Останній герой“) у складі гурту «Кино» (Хочу змін, Електричка, Тролейбус та Останній герой — перезаписані), 10 записів | • Виданий: Франція: 1989 Off The Track Records Росія: 1991 Russian Disc; 1993, 1996, 2003, 2012 Moroz Records Запис: студія Валерія Леонт'єва; звукорежесер: Михайло Кувшинов. зведення: студії «Studio du Val d’Orge» (Франція, Париж) тривалість: 43:01 продюсер: Жоель Бастенер лейбл: «Off The Track Records»; формат: LP, CD                                   |
| 1989                        | 9. Dans Nos Yeux (У наших очах)                                             | Збірник пісень «Le Dernier des Héros» („Останній герой“) у складі гурту «Кино» (Хочу змін, Електричка, Тролейбус та Останній герой — перезаписані), 10 записів | • Виданий: Франція: 1989 Off The Track Records Росія: 1991 Russian Disc; 1993, 1996, 2003, 2012 Moroz Records Запис: студія Валерія Леонт'єва; звукорежесер: Михайло Кувшинов. зведення: студії «Studio du Val d’Orge» (Франція, Париж) тривалість: 43:01 продюсер: Жоель Бастенер лейбл: «Off The Track Records»; формат: LP, CD                                   |
| 1989                        | 10. Bonne Nuit (Спокійна ніч)                                               | Збірник пісень «Le Dernier des Héros» („Останній герой“) у складі гурту «Кино» (Хочу змін, Електричка, Тролейбус та Останній герой — перезаписані), 10 записів | • Виданий: Франція: 1989 Off The Track Records Росія: 1991 Russian Disc; 1993, 1996, 2003, 2012 Moroz Records Запис: студія Валерія Леонт'єва; звукорежесер: Михайло Кувшинов. зведення: студії «Studio du Val d’Orge» (Франція, Париж) тривалість: 43:01 продюсер: Жоель Бастенер лейбл: «Off The Track Records»; формат: LP, CD                                   |
| 1989                        | 1. Blood Type (рос. Группа крови)                                           | Зарубіжний реліз «Kino — Blood Type (Grouppa Kroovy)», 11 записів | • Виробник касети: Gold Castle Records ( США) |
| 1989                        | 2. Shut The Door Behind Me, I'm Leave (рос. Закрой за мной дверь, я ухожу)  | Зарубіжний реліз «Kino — Blood Type (Grouppa Kroovy)», 11 записів | • Виробник касети: Gold Castle Records ( США) |
| 1989                        | 3. War (рос. Война)                                                         | Зарубіжний реліз «Kino — Blood Type (Grouppa Kroovy)», 11 записів | • Виробник касети: Gold Castle Records ( США) |
| 1989                        | 4. Good Night (рос. Спокойная ночь)                                         | Зарубіжний реліз «Kino — Blood Type (Grouppa Kroovy)», 11 записів | • Виробник касети: Gold Castle Records ( США) |
| 1989                        | 5. We Are All Sick, Mama (рос. Мама, мы все тяжело больны)                  | Зарубіжний реліз «Kino — Blood Type (Grouppa Kroovy)», 11 записів | • Виробник касети: Gold Castle Records ( США) |
| 1989                        | 6. Boshetunmay (рос. Бошетунмай)                                            | Зарубіжний реліз «Kino — Blood Type (Grouppa Kroovy)», 11 записів | • Виробник касети: Gold Castle Records ( США) |
| 1989                        | 7. In Our Eyes (рос. В наших глазах)                                        | Зарубіжний реліз «Kino — Blood Type (Grouppa Kroovy)», 11 записів | • Виробник касети: Gold Castle Records ( США) |
| 1989                        | 8. Try To Sing Along (рос. Попробуй спеть вместе со мной)                   | Зарубіжний реліз «Kino — Blood Type (Grouppa Kroovy)», 11 записів | • Виробник касети: Gold Castle Records ( США) |
| 1989                        | 9. Hey You' you Better Keep Walking (рос. Прохожий)                         | Зарубіжний реліз «Kino — Blood Type (Grouppa Kroovy)», 11 записів | • Виробник касети: Gold Castle Records ( США) |
| 1989                        | 10. It's Our Time, Our Turn! (рос. Дальше действовать будем мы)             | Зарубіжний реліз «Kino — Blood Type (Grouppa Kroovy)», 11 записів | • Виробник касети: Gold Castle Records ( США) |
| 1989                        | 11. The Legend (рос. Легенда)                                               | Зарубіжний реліз «Kino — Blood Type (Grouppa Kroovy)», 11 записів | • Виробник касети: Gold Castle Records ( США) |
|                             |                                                                             | | |
| 1990                        | Отаман                                                                      | Записана Віктором Цоєм навесні 1990 року в себе вдома за допомогою касетного магнітофона на демо-касету з акустичними чернетками. | Опублікована для широкої публіки через 22 роки після загибелі Віктора Цоя (дата випуску - 2012 рік). |
| 1990                        | 1. Скінчиться літо                                                          | Посмертний реліз: альбом «Кино» (відомий як «Чорний альбом») у складі гурту «Кино», 10 записів. Перший альбом, продюсером котрого був Юрій Айзеншпіс. | • Виданий: СРСР Альбом, котрий вийшов після смерті Віктора. Записувався на «Російському відео», в Москві, на дачі Берії, а після цього учасники гурту поїхали до Парижа все зводити. тривалість: 41:24 продюсер: Юрій Айзеншпіс лейбл: Метадиджитал формат: LP |
| 1990                        | 2. Червоно-жовті дні                                                        | Посмертний реліз: альбом «Кино» (відомий як «Чорний альбом») у складі гурту «Кино», 10 записів. Перший альбом, продюсером котрого був Юрій Айзеншпіс. | • Виданий: СРСР Альбом, котрий вийшов після смерті Віктора. Записувався на «Російському відео», в Москві, на дачі Берії, а після цього учасники гурту поїхали до Парижа все зводити. тривалість: 41:24 продюсер: Юрій Айзеншпіс лейбл: Метадиджитал формат: LP |
| 1990                        | 3. Нам з тобою                                                              | Посмертний реліз: альбом «Кино» (відомий як «Чорний альбом») у складі гурту «Кино», 10 записів. Перший альбом, продюсером котрого був Юрій Айзеншпіс. | • Виданий: СРСР Альбом, котрий вийшов після смерті Віктора. Записувався на «Російському відео», в Москві, на дачі Берії, а після цього учасники гурту поїхали до Парижа все зводити. тривалість: 41:24 продюсер: Юрій Айзеншпіс лейбл: Метадиджитал формат: LP |
| 1990                        | 4. Зірка                                                                    | Посмертний реліз: альбом «Кино» (відомий як «Чорний альбом») у складі гурту «Кино», 10 записів. Перший альбом, продюсером котрого був Юрій Айзеншпіс. | • Виданий: СРСР Альбом, котрий вийшов після смерті Віктора. Записувався на «Російському відео», в Москві, на дачі Берії, а після цього учасники гурту поїхали до Парижа все зводити. тривалість: 41:24 продюсер: Юрій Айзеншпіс лейбл: Метадиджитал формат: LP |
| 1990                        | 5. Зозуля                                                                   | Посмертний реліз: альбом «Кино» (відомий як «Чорний альбом») у складі гурту «Кино», 10 записів. Перший альбом, продюсером котрого був Юрій Айзеншпіс. | • Виданий: СРСР Альбом, котрий вийшов після смерті Віктора. Записувався на «Російському відео», в Москві, на дачі Берії, а після цього учасники гурту поїхали до Парижа все зводити. тривалість: 41:24 продюсер: Юрій Айзеншпіс лейбл: Метадиджитал формат: LP |
| 1990                        | 6. Коли твоя дівчина хвора                                                  | Посмертний реліз: альбом «Кино» (відомий як «Чорний альбом») у складі гурту «Кино», 10 записів. Перший альбом, продюсером котрого був Юрій Айзеншпіс. | • Виданий: СРСР Альбом, котрий вийшов після смерті Віктора. Записувався на «Російському відео», в Москві, на дачі Берії, а після цього учасники гурту поїхали до Парижа все зводити. тривалість: 41:24 продюсер: Юрій Айзеншпіс лейбл: Метадиджитал формат: LP |
| 1990                        | 7. Мурашник                                                                 | Посмертний реліз: альбом «Кино» (відомий як «Чорний альбом») у складі гурту «Кино», 10 записів. Перший альбом, продюсером котрого був Юрій Айзеншпіс. | • Виданий: СРСР Альбом, котрий вийшов після смерті Віктора. Записувався на «Російському відео», в Москві, на дачі Берії, а після цього учасники гурту поїхали до Парижа все зводити. тривалість: 41:24 продюсер: Юрій Айзеншпіс лейбл: Метадиджитал формат: LP |
| 1990                        | 8. Стеж за собою                                                            | Посмертний реліз: альбом «Кино» (відомий як «Чорний альбом») у складі гурту «Кино», 10 записів. Перший альбом, продюсером котрого був Юрій Айзеншпіс. | • Виданий: СРСР Альбом, котрий вийшов після смерті Віктора. Записувався на «Російському відео», в Москві, на дачі Берії, а після цього учасники гурту поїхали до Парижа все зводити. тривалість: 41:24 продюсер: Юрій Айзеншпіс лейбл: Метадиджитал формат: LP |
| 1990                        | 9. Сосни на морському березі (вперше включена як бонус-трек в 1996 р.)      | Посмертний реліз: альбом «Кино» (відомий як «Чорний альбом») у складі гурту «Кино», 10 записів. Перший альбом, продюсером котрого був Юрій Айзеншпіс. | • Виданий: СРСР Альбом, котрий вийшов після смерті Віктора. Записувався на «Російському відео», в Москві, на дачі Берії, а після цього учасники гурту поїхали до Парижа все зводити. тривалість: 41:24 продюсер: Юрій Айзеншпіс лейбл: Метадиджитал формат: LP |
| 1990                        | 10. Завтра війна (вперше включена як бонус-трек в 1996 р.)                  | Посмертний реліз: альбом «Кино» (відомий як «Чорний альбом») у складі гурту «Кино», 10 записів. Перший альбом, продюсером котрого був Юрій Айзеншпіс. | • Виданий: СРСР Альбом, котрий вийшов після смерті Віктора. Записувався на «Російському відео», в Москві, на дачі Берії, а після цього учасники гурту поїхали до Парижа все зводити. тривалість: 41:24 продюсер: Юрій Айзеншпіс лейбл: Метадиджитал формат: LP |
| 1991                        | 1. рос. Это не любовь (It's Not Love)                                       | Посмертний зарубіжний реліз «Кино (Victor Choi)» — Golden Album (рос. Это не любовь), 11 записів | • Виробник касети: Yedang Entertainment Company ( Південна Корея) YDC-1113. |
| 1991                        | 2. Believe me (рос. Верь Мне)                                               | Посмертний зарубіжний реліз «Кино (Victor Choi)» — Golden Album (рос. Это не любовь), 11 записів | • Виробник касети: Yedang Entertainment Company ( Південна Корея) YDC-1113. |
| 1991                        | 3. City (рос. Город)                                                        | Посмертний зарубіжний реліз «Кино (Victor Choi)» — Golden Album (рос. Это не любовь), 11 записів | • Виробник касети: Yedang Entertainment Company ( Південна Корея) YDC-1113. |
| 1991                        | 4. Music Of Waves (рос. Музыка волн)                                        | Посмертний зарубіжний реліз «Кино (Victor Choi)» — Golden Album (рос. Это не любовь), 11 записів | • Виробник касети: Yedang Entertainment Company ( Південна Корея) YDC-1113. |
| 1991                        | 5. Zone Without Atomic (рос. Безъядерная зона)                              | Посмертний зарубіжний реліз «Кино (Victor Choi)» — Golden Album (рос. Это не любовь), 11 записів | • Виробник касети: Yedang Entertainment Company ( Південна Корея) YDC-1113. |
| 1991                        | 6. Sasha (рос. Саша)                                                        | Посмертний зарубіжний реліз «Кино (Victor Choi)» — Golden Album (рос. Это не любовь), 11 записів | • Виробник касети: Yedang Entertainment Company ( Південна Корея) YDC-1113. |
| 1991                        | 7. Spring (рос. Весна)                                                      | Посмертний зарубіжний реліз «Кино (Victor Choi)» — Golden Album (рос. Это не любовь), 11 записів | • Виробник касети: Yedang Entertainment Company ( Південна Корея) YDC-1113. |
| 1991                        | 8. Go Away (рос. Уходи)                                                     | Посмертний зарубіжний реліз «Кино (Victor Choi)» — Golden Album (рос. Это не любовь), 11 записів | • Виробник касети: Yedang Entertainment Company ( Південна Корея) YDC-1113. |
| 1991                        | 9. Near me (рос. Рядом со мной)                                             | Посмертний зарубіжний реліз «Кино (Victor Choi)» — Golden Album (рос. Это не любовь), 11 записів | • Виробник касети: Yedang Entertainment Company ( Південна Корея) YDC-1113. |
| 1991                        | 10. Stand Up! This Is Love (рос. Просишь)                                   | Посмертний зарубіжний реліз «Кино (Victor Choi)» — Golden Album (рос. Это не любовь), 11 записів | • Виробник касети: Yedang Entertainment Company ( Південна Корея) YDC-1113. |
| 1991                        | 11. D.P.D (рос. Дети проходных дворов)                                      | Посмертний зарубіжний реліз «Кино (Victor Choi)» — Golden Album (рос. Это не любовь), 11 записів | • Виробник касети: Yedang Entertainment Company ( Південна Корея) YDC-1113. |
| 1994                        | «Віктор Цой — Акустика»                                                     | Домашній концерт «Віктор Цой — Акустика». Травень, 1984. 14 записів | |
| 1995                        | 1. рос. Последний герой (The Last Hero)                                     | Посмертний зарубіжний реліз «Last Hero». 14 записів | • Виробник: Samsung Nices ( Південна Корея) SAM-5005 |
| 1995                        | 2. Sorrow (рос. Печаль)                                                     | Посмертний зарубіжний реліз «Last Hero». 14 записів | • Виробник: Samsung Nices ( Південна Корея) SAM-5005 |
| 1995                        | 3. 8th Grade Girl (рос. Восьмиклассница)                                    | Посмертний зарубіжний реліз «Last Hero». 14 записів | • Виробник: Samsung Nices ( Південна Корея) SAM-5005 |
| 1995                        | 4. Tree (рос. Дерево)                                                       | Посмертний зарубіжний реліз «Last Hero». 14 записів | • Виробник: Samsung Nices ( Південна Корея) SAM-5005 |
| 1995                        | 5. Bloodtype (рос. Группа крови)                                            | Посмертний зарубіжний реліз «Last Hero». 14 записів | • Виробник: Samsung Nices ( Південна Корея) SAM-5005 |
| 1995                        | 6. Legend (рос. Легенда)                                                    | Посмертний зарубіжний реліз «Last Hero». 14 записів | • Виробник: Samsung Nices ( Південна Корея) SAM-5005 |
| 1995                        | 7. Close The Door (рос. Закрой за мной дверь)                               | Посмертний зарубіжний реліз «Last Hero». 14 записів | • Виробник: Samsung Nices ( Південна Корея) SAM-5005 |
| 1995                        | 8. Play (рос. Игра)                                                         | Посмертний зарубіжний реліз «Last Hero». 14 записів | • Виробник: Samsung Nices ( Південна Корея) SAM-5005 |
| 1995                        | 9. My Friends (рос. Мои друзья)                                             | Посмертний зарубіжний реліз «Last Hero». 14 записів | • Виробник: Samsung Nices ( Південна Корея) SAM-5005 |
| 1995                        | 10. The Rain For Us (рос. Дождь для нас)                                    | Посмертний зарубіжний реліз «Last Hero». 14 записів | • Виробник: Samsung Nices ( Південна Корея) SAM-5005 |
| 1995                        | 11. Mama, We Are All Critically Ill (рос. Мама, мы все тяжело больны)       | Посмертний зарубіжний реліз «Last Hero». 14 записів | • Виробник: Samsung Nices ( Південна Корея) SAM-5005 |
| 1995                        | 12. Trolley Bus (рос. Троллейбус) (насправді «Електричка»)                  | Посмертний зарубіжний реліз «Last Hero». 14 записів | • Виробник: Samsung Nices ( Південна Корея) SAM-5005 |
| 1995                        | 13. When She Is Angry (рос. Когда твоя девушка)                             | Посмертний зарубіжний реліз «Last Hero». 14 записів | • Виробник: Samsung Nices ( Південна Корея) SAM-5005 |
| 1995                        | 14. Good Night (рос. Спокойной ночи)                                        | Посмертний зарубіжний реліз «Last Hero». 14 записів | • Виробник: Samsung Nices ( Південна Корея) SAM-5005 |
| 1996                        | 1. Алюмінієві огірки                                                        | Посмертний реліз: Збірник «Легенди російського року». Кино, 19 записів | |
| 1996                        | 2. Час є                                                                    | Посмертний реліз: Збірник «Легенди російського року». Кино, 19 записів | |
| 1996                        | 3. Сонячні дні                                                              | Посмертний реліз: Збірник «Легенди російського року». Кино, 19 записів | |
| 1996                        | 4. Бездельник 2                                                             | Посмертний реліз: Збірник «Легенди російського року». Кино, 19 записів | |
| 1996                        | 5. Мої друзі                                                                | Посмертний реліз: Збірник «Легенди російського року». Кино, 19 записів | |
| 1996                        | 6. Транквілізатор                                                           | Посмертний реліз: Збірник «Легенди російського року». Кино, 19 записів | |
| 1996                        | 7. Прогулянка романтика                                                     | Посмертний реліз: Збірник «Легенди російського року». Кино, 19 записів | |
| 1996                        | 8. Мама анархія                                                             | Посмертний реліз: Збірник «Легенди російського року». Кино, 19 записів | |
| 1996                        | 9. Фільми                                                                   | Посмертний реліз: Збірник «Легенди російського року». Кино, 19 записів | |
| 1996                        | 10. Змін                                                                    | Посмертний реліз: Збірник «Легенди російського року». Кино, 19 записів | |
| 1996                        | 11. Електричка                                                              | Посмертний реліз: Збірник «Легенди російського року». Кино, 19 записів | |
| 1996                        | 12. Тролейбус                                                               | Посмертний реліз: Збірник «Легенди російського року». Кино, 19 записів | |
| 1996                        | 13. Останній герой                                                          | Посмертний реліз: Збірник «Легенди російського року». Кино, 19 записів | |
| 1996                        | 14. Група крові                                                             | Посмертний реліз: Збірник «Легенди російського року». Кино, 19 записів | |
| 1996                        | 15. Зірка на ім'я Сонце                                                     | Посмертний реліз: Збірник «Легенди російського року». Кино, 19 записів | |
| 1996                        | 16. Бошетунмай                                                              | Посмертний реліз: Збірник «Легенди російського року». Кино, 19 записів | |
| 1996                        | 17. Пачка сигарет                                                           | Посмертний реліз: Збірник «Легенди російського року». Кино, 19 записів | |
| 1996                        | 18. Стеж за собою                                                           | Посмертний реліз: Збірник «Легенди російського року». Кино, 19 записів | |
| 1996                        | 19. Легенда                                                                 | Посмертний реліз: Збірник «Легенди російського року». Кино, 19 записів | |
| 1996                        | 15 записів                                                                  | Посмертний реліз: Домашній концерт «Віктор Цой — Акустика». Травень, 1984. 15 записів | • Виданий: Росія лейбл: APEX Records ‎– AXCD 2-0068 Формат: CD, Album, Mono Реліз: 1996 Інженер: Вадим Должанський, Петро Малофеєв Фотографія за: В. Іванов, Г. Молитвин, Н. Васильєва Продюсер: Маріанна Цой Записано: Микола Іванов |
| 2002                        | 1. Питання (авторський варіант)                                             | Посмертний реліз: Збірник «Останні записи». Також відомий як «Білий альбом». Кино, 19 записів. Всі записи видаються вперше. Складений з чорнових треків, записаних рок-групою «Кино», до альбомів «Зірка на ім'я Сонце», «Останній герой» і «Чорний альбом»; а також акустичних записів Віктора Цоя. Перед випуском всі записи пройшли цифровий ремастеринг. • Записи 1 і 2 - записані імовірно в 1989 році після запису альбому "Зірка По Імені Сонце", версії відрізняються від виданих раніше (збірник "Історія Цього Світу", Real Records, 2000; "Чорний Альбом", Moroz Records, 1996) і мають авторське зведення. • Запис 3 - записаний і зведений в січні 1989 року на Studio du Val d'Orge (Франція) під час роботи над альбомом "Останній Герой". • Записи 4-10 - записані на портостудії в Юрмалі влітку 1990 року і є першим 'чорновим' варіантом "Чорного Альбому". • Записи 11-19 - записані в Москві в 1987-1990 роках. Остання пісня, на жаль, записана не в повному обсязі. | • Виданий: Росія тривалість: 74:14 лейбл: Moroz Records Формат: CD Реліз: 2002 |
| 2002                        | 2. Сосни на морському березі (авторський варіант)                           | Посмертний реліз: Збірник «Останні записи». Також відомий як «Білий альбом». Кино, 19 записів. Всі записи видаються вперше. Складений з чорнових треків, записаних рок-групою «Кино», до альбомів «Зірка на ім'я Сонце», «Останній герой» і «Чорний альбом»; а також акустичних записів Віктора Цоя. Перед випуском всі записи пройшли цифровий ремастеринг. • Записи 1 і 2 - записані імовірно в 1989 році після запису альбому "Зірка По Імені Сонце", версії відрізняються від виданих раніше (збірник "Історія Цього Світу", Real Records, 2000; "Чорний Альбом", Moroz Records, 1996) і мають авторське зведення. • Запис 3 - записаний і зведений в січні 1989 року на Studio du Val d'Orge (Франція) під час роботи над альбомом "Останній Герой". • Записи 4-10 - записані на портостудії в Юрмалі влітку 1990 року і є першим 'чорновим' варіантом "Чорного Альбому". • Записи 11-19 - записані в Москві в 1987-1990 роках. Остання пісня, на жаль, записана не в повному обсязі. | • Виданий: Росія тривалість: 74:14 лейбл: Moroz Records Формат: CD Реліз: 2002 |
| 2002                        | 3. Blood type ("Група крові" англійською мовою)                             | Посмертний реліз: Збірник «Останні записи». Також відомий як «Білий альбом». Кино, 19 записів. Всі записи видаються вперше. Складений з чорнових треків, записаних рок-групою «Кино», до альбомів «Зірка на ім'я Сонце», «Останній герой» і «Чорний альбом»; а також акустичних записів Віктора Цоя. Перед випуском всі записи пройшли цифровий ремастеринг. • Записи 1 і 2 - записані імовірно в 1989 році після запису альбому "Зірка По Імені Сонце", версії відрізняються від виданих раніше (збірник "Історія Цього Світу", Real Records, 2000; "Чорний Альбом", Moroz Records, 1996) і мають авторське зведення. • Запис 3 - записаний і зведений в січні 1989 року на Studio du Val d'Orge (Франція) під час роботи над альбомом "Останній Герой". • Записи 4-10 - записані на портостудії в Юрмалі влітку 1990 року і є першим 'чорновим' варіантом "Чорного Альбому". • Записи 11-19 - записані в Москві в 1987-1990 роках. Остання пісня, на жаль, записана не в повному обсязі. | • Виданий: Росія тривалість: 74:14 лейбл: Moroz Records Формат: CD Реліз: 2002 |
| 2002                        | 4. Закінчиться літо                                                         | Посмертний реліз: Збірник «Останні записи». Також відомий як «Білий альбом». Кино, 19 записів. Всі записи видаються вперше. Складений з чорнових треків, записаних рок-групою «Кино», до альбомів «Зірка на ім'я Сонце», «Останній герой» і «Чорний альбом»; а також акустичних записів Віктора Цоя. Перед випуском всі записи пройшли цифровий ремастеринг. • Записи 1 і 2 - записані імовірно в 1989 році після запису альбому "Зірка По Імені Сонце", версії відрізняються від виданих раніше (збірник "Історія Цього Світу", Real Records, 2000; "Чорний Альбом", Moroz Records, 1996) і мають авторське зведення. • Запис 3 - записаний і зведений в січні 1989 року на Studio du Val d'Orge (Франція) під час роботи над альбомом "Останній Герой". • Записи 4-10 - записані на портостудії в Юрмалі влітку 1990 року і є першим 'чорновим' варіантом "Чорного Альбому". • Записи 11-19 - записані в Москві в 1987-1990 роках. Остання пісня, на жаль, записана не в повному обсязі. | • Виданий: Росія тривалість: 74:14 лейбл: Moroz Records Формат: CD Реліз: 2002 |
| 2002                        | 5. Червоно-жовті дні                                                        | Посмертний реліз: Збірник «Останні записи». Також відомий як «Білий альбом». Кино, 19 записів. Всі записи видаються вперше. Складений з чорнових треків, записаних рок-групою «Кино», до альбомів «Зірка на ім'я Сонце», «Останній герой» і «Чорний альбом»; а також акустичних записів Віктора Цоя. Перед випуском всі записи пройшли цифровий ремастеринг. • Записи 1 і 2 - записані імовірно в 1989 році після запису альбому "Зірка По Імені Сонце", версії відрізняються від виданих раніше (збірник "Історія Цього Світу", Real Records, 2000; "Чорний Альбом", Moroz Records, 1996) і мають авторське зведення. • Запис 3 - записаний і зведений в січні 1989 року на Studio du Val d'Orge (Франція) під час роботи над альбомом "Останній Герой". • Записи 4-10 - записані на портостудії в Юрмалі влітку 1990 року і є першим 'чорновим' варіантом "Чорного Альбому". • Записи 11-19 - записані в Москві в 1987-1990 роках. Остання пісня, на жаль, записана не в повному обсязі. | • Виданий: Росія тривалість: 74:14 лейбл: Moroz Records Формат: CD Реліз: 2002 |
| 2002                        | 6. Нам з тобою                                                              | Посмертний реліз: Збірник «Останні записи». Також відомий як «Білий альбом». Кино, 19 записів. Всі записи видаються вперше. Складений з чорнових треків, записаних рок-групою «Кино», до альбомів «Зірка на ім'я Сонце», «Останній герой» і «Чорний альбом»; а також акустичних записів Віктора Цоя. Перед випуском всі записи пройшли цифровий ремастеринг. • Записи 1 і 2 - записані імовірно в 1989 році після запису альбому "Зірка По Імені Сонце", версії відрізняються від виданих раніше (збірник "Історія Цього Світу", Real Records, 2000; "Чорний Альбом", Moroz Records, 1996) і мають авторське зведення. • Запис 3 - записаний і зведений в січні 1989 року на Studio du Val d'Orge (Франція) під час роботи над альбомом "Останній Герой". • Записи 4-10 - записані на портостудії в Юрмалі влітку 1990 року і є першим 'чорновим' варіантом "Чорного Альбому". • Записи 11-19 - записані в Москві в 1987-1990 роках. Остання пісня, на жаль, записана не в повному обсязі. | • Виданий: Росія тривалість: 74:14 лейбл: Moroz Records Формат: CD Реліз: 2002 |
| 2002                        | 7. Зірка                                                                    | Посмертний реліз: Збірник «Останні записи». Також відомий як «Білий альбом». Кино, 19 записів. Всі записи видаються вперше. Складений з чорнових треків, записаних рок-групою «Кино», до альбомів «Зірка на ім'я Сонце», «Останній герой» і «Чорний альбом»; а також акустичних записів Віктора Цоя. Перед випуском всі записи пройшли цифровий ремастеринг. • Записи 1 і 2 - записані імовірно в 1989 році після запису альбому "Зірка По Імені Сонце", версії відрізняються від виданих раніше (збірник "Історія Цього Світу", Real Records, 2000; "Чорний Альбом", Moroz Records, 1996) і мають авторське зведення. • Запис 3 - записаний і зведений в січні 1989 року на Studio du Val d'Orge (Франція) під час роботи над альбомом "Останній Герой". • Записи 4-10 - записані на портостудії в Юрмалі влітку 1990 року і є першим 'чорновим' варіантом "Чорного Альбому". • Записи 11-19 - записані в Москві в 1987-1990 роках. Остання пісня, на жаль, записана не в повному обсязі. | • Виданий: Росія тривалість: 74:14 лейбл: Moroz Records Формат: CD Реліз: 2002 |
| 2002                        | 8. Зозуля                                                                   | Посмертний реліз: Збірник «Останні записи». Також відомий як «Білий альбом». Кино, 19 записів. Всі записи видаються вперше. Складений з чорнових треків, записаних рок-групою «Кино», до альбомів «Зірка на ім'я Сонце», «Останній герой» і «Чорний альбом»; а також акустичних записів Віктора Цоя. Перед випуском всі записи пройшли цифровий ремастеринг. • Записи 1 і 2 - записані імовірно в 1989 році після запису альбому "Зірка По Імені Сонце", версії відрізняються від виданих раніше (збірник "Історія Цього Світу", Real Records, 2000; "Чорний Альбом", Moroz Records, 1996) і мають авторське зведення. • Запис 3 - записаний і зведений в січні 1989 року на Studio du Val d'Orge (Франція) під час роботи над альбомом "Останній Герой". • Записи 4-10 - записані на портостудії в Юрмалі влітку 1990 року і є першим 'чорновим' варіантом "Чорного Альбому". • Записи 11-19 - записані в Москві в 1987-1990 роках. Остання пісня, на жаль, записана не в повному обсязі. | • Виданий: Росія тривалість: 74:14 лейбл: Moroz Records Формат: CD Реліз: 2002 |
| 2002                        | 9. Коли твоя дівчина хвора                                                  | Посмертний реліз: Збірник «Останні записи». Також відомий як «Білий альбом». Кино, 19 записів. Всі записи видаються вперше. Складений з чорнових треків, записаних рок-групою «Кино», до альбомів «Зірка на ім'я Сонце», «Останній герой» і «Чорний альбом»; а також акустичних записів Віктора Цоя. Перед випуском всі записи пройшли цифровий ремастеринг. • Записи 1 і 2 - записані імовірно в 1989 році після запису альбому "Зірка По Імені Сонце", версії відрізняються від виданих раніше (збірник "Історія Цього Світу", Real Records, 2000; "Чорний Альбом", Moroz Records, 1996) і мають авторське зведення. • Запис 3 - записаний і зведений в січні 1989 року на Studio du Val d'Orge (Франція) під час роботи над альбомом "Останній Герой". • Записи 4-10 - записані на портостудії в Юрмалі влітку 1990 року і є першим 'чорновим' варіантом "Чорного Альбому". • Записи 11-19 - записані в Москві в 1987-1990 роках. Остання пісня, на жаль, записана не в повному обсязі. | • Виданий: Росія тривалість: 74:14 лейбл: Moroz Records Формат: CD Реліз: 2002 |
| 2002                        | 10. Мурашник                                                                | Посмертний реліз: Збірник «Останні записи». Також відомий як «Білий альбом». Кино, 19 записів. Всі записи видаються вперше. Складений з чорнових треків, записаних рок-групою «Кино», до альбомів «Зірка на ім'я Сонце», «Останній герой» і «Чорний альбом»; а також акустичних записів Віктора Цоя. Перед випуском всі записи пройшли цифровий ремастеринг. • Записи 1 і 2 - записані імовірно в 1989 році після запису альбому "Зірка По Імені Сонце", версії відрізняються від виданих раніше (збірник "Історія Цього Світу", Real Records, 2000; "Чорний Альбом", Moroz Records, 1996) і мають авторське зведення. • Запис 3 - записаний і зведений в січні 1989 року на Studio du Val d'Orge (Франція) під час роботи над альбомом "Останній Герой". • Записи 4-10 - записані на портостудії в Юрмалі влітку 1990 року і є першим 'чорновим' варіантом "Чорного Альбому". • Записи 11-19 - записані в Москві в 1987-1990 роках. Остання пісня, на жаль, записана не в повному обсязі. | • Виданий: Росія тривалість: 74:14 лейбл: Moroz Records Формат: CD Реліз: 2002 |
| 2002                        | 11. Малюк                                                                   | Посмертний реліз: Збірник «Останні записи». Також відомий як «Білий альбом». Кино, 19 записів. Всі записи видаються вперше. Складений з чорнових треків, записаних рок-групою «Кино», до альбомів «Зірка на ім'я Сонце», «Останній герой» і «Чорний альбом»; а також акустичних записів Віктора Цоя. Перед випуском всі записи пройшли цифровий ремастеринг. • Записи 1 і 2 - записані імовірно в 1989 році після запису альбому "Зірка По Імені Сонце", версії відрізняються від виданих раніше (збірник "Історія Цього Світу", Real Records, 2000; "Чорний Альбом", Moroz Records, 1996) і мають авторське зведення. • Запис 3 - записаний і зведений в січні 1989 року на Studio du Val d'Orge (Франція) під час роботи над альбомом "Останній Герой". • Записи 4-10 - записані на портостудії в Юрмалі влітку 1990 року і є першим 'чорновим' варіантом "Чорного Альбому". • Записи 11-19 - записані в Москві в 1987-1990 роках. Остання пісня, на жаль, записана не в повному обсязі. | • Виданий: Росія тривалість: 74:14 лейбл: Moroz Records Формат: CD Реліз: 2002 |
| 2002                        | 12. Мурашник                                                                | Посмертний реліз: Збірник «Останні записи». Також відомий як «Білий альбом». Кино, 19 записів. Всі записи видаються вперше. Складений з чорнових треків, записаних рок-групою «Кино», до альбомів «Зірка на ім'я Сонце», «Останній герой» і «Чорний альбом»; а також акустичних записів Віктора Цоя. Перед випуском всі записи пройшли цифровий ремастеринг. • Записи 1 і 2 - записані імовірно в 1989 році після запису альбому "Зірка По Імені Сонце", версії відрізняються від виданих раніше (збірник "Історія Цього Світу", Real Records, 2000; "Чорний Альбом", Moroz Records, 1996) і мають авторське зведення. • Запис 3 - записаний і зведений в січні 1989 року на Studio du Val d'Orge (Франція) під час роботи над альбомом "Останній Герой". • Записи 4-10 - записані на портостудії в Юрмалі влітку 1990 року і є першим 'чорновим' варіантом "Чорного Альбому". • Записи 11-19 - записані в Москві в 1987-1990 роках. Остання пісня, на жаль, записана не в повному обсязі. | • Виданий: Росія тривалість: 74:14 лейбл: Moroz Records Формат: CD Реліз: 2002 |
| 2002                        | 13. Коли твоя дівчина хвора                                                 | Посмертний реліз: Збірник «Останні записи». Також відомий як «Білий альбом». Кино, 19 записів. Всі записи видаються вперше. Складений з чорнових треків, записаних рок-групою «Кино», до альбомів «Зірка на ім'я Сонце», «Останній герой» і «Чорний альбом»; а також акустичних записів Віктора Цоя. Перед випуском всі записи пройшли цифровий ремастеринг. • Записи 1 і 2 - записані імовірно в 1989 році після запису альбому "Зірка По Імені Сонце", версії відрізняються від виданих раніше (збірник "Історія Цього Світу", Real Records, 2000; "Чорний Альбом", Moroz Records, 1996) і мають авторське зведення. • Запис 3 - записаний і зведений в січні 1989 року на Studio du Val d'Orge (Франція) під час роботи над альбомом "Останній Герой". • Записи 4-10 - записані на портостудії в Юрмалі влітку 1990 року і є першим 'чорновим' варіантом "Чорного Альбому". • Записи 11-19 - записані в Москві в 1987-1990 роках. Остання пісня, на жаль, записана не в повному обсязі. | • Виданий: Росія тривалість: 74:14 лейбл: Moroz Records Формат: CD Реліз: 2002 |
| 2002                        | 14. Питання                                                                 | Посмертний реліз: Збірник «Останні записи». Також відомий як «Білий альбом». Кино, 19 записів. Всі записи видаються вперше. Складений з чорнових треків, записаних рок-групою «Кино», до альбомів «Зірка на ім'я Сонце», «Останній герой» і «Чорний альбом»; а також акустичних записів Віктора Цоя. Перед випуском всі записи пройшли цифровий ремастеринг. • Записи 1 і 2 - записані імовірно в 1989 році після запису альбому "Зірка По Імені Сонце", версії відрізняються від виданих раніше (збірник "Історія Цього Світу", Real Records, 2000; "Чорний Альбом", Moroz Records, 1996) і мають авторське зведення. • Запис 3 - записаний і зведений в січні 1989 року на Studio du Val d'Orge (Франція) під час роботи над альбомом "Останній Герой". • Записи 4-10 - записані на портостудії в Юрмалі влітку 1990 року і є першим 'чорновим' варіантом "Чорного Альбому". • Записи 11-19 - записані в Москві в 1987-1990 роках. Остання пісня, на жаль, записана не в повному обсязі. | • Виданий: Росія тривалість: 74:14 лейбл: Moroz Records Формат: CD Реліз: 2002 |
| 2002                        | 15. Сосни на морському березі                                               | Посмертний реліз: Збірник «Останні записи». Також відомий як «Білий альбом». Кино, 19 записів. Всі записи видаються вперше. Складений з чорнових треків, записаних рок-групою «Кино», до альбомів «Зірка на ім'я Сонце», «Останній герой» і «Чорний альбом»; а також акустичних записів Віктора Цоя. Перед випуском всі записи пройшли цифровий ремастеринг. • Записи 1 і 2 - записані імовірно в 1989 році після запису альбому "Зірка По Імені Сонце", версії відрізняються від виданих раніше (збірник "Історія Цього Світу", Real Records, 2000; "Чорний Альбом", Moroz Records, 1996) і мають авторське зведення. • Запис 3 - записаний і зведений в січні 1989 року на Studio du Val d'Orge (Франція) під час роботи над альбомом "Останній Герой". • Записи 4-10 - записані на портостудії в Юрмалі влітку 1990 року і є першим 'чорновим' варіантом "Чорного Альбому". • Записи 11-19 - записані в Москві в 1987-1990 роках. Остання пісня, на жаль, записана не в повному обсязі. | • Виданий: Росія тривалість: 74:14 лейбл: Moroz Records Формат: CD Реліз: 2002 |
| 2002                        | 16. Стук                                                                    | Посмертний реліз: Збірник «Останні записи». Також відомий як «Білий альбом». Кино, 19 записів. Всі записи видаються вперше. Складений з чорнових треків, записаних рок-групою «Кино», до альбомів «Зірка на ім'я Сонце», «Останній герой» і «Чорний альбом»; а також акустичних записів Віктора Цоя. Перед випуском всі записи пройшли цифровий ремастеринг. • Записи 1 і 2 - записані імовірно в 1989 році після запису альбому "Зірка По Імені Сонце", версії відрізняються від виданих раніше (збірник "Історія Цього Світу", Real Records, 2000; "Чорний Альбом", Moroz Records, 1996) і мають авторське зведення. • Запис 3 - записаний і зведений в січні 1989 року на Studio du Val d'Orge (Франція) під час роботи над альбомом "Останній Герой". • Записи 4-10 - записані на портостудії в Юрмалі влітку 1990 року і є першим 'чорновим' варіантом "Чорного Альбому". • Записи 11-19 - записані в Москві в 1987-1990 роках. Остання пісня, на жаль, записана не в повному обсязі. | • Виданий: Росія тривалість: 74:14 лейбл: Moroz Records Формат: CD Реліз: 2002 |
| 2002                        | 17. Печаль                                                                  | Посмертний реліз: Збірник «Останні записи». Також відомий як «Білий альбом». Кино, 19 записів. Всі записи видаються вперше. Складений з чорнових треків, записаних рок-групою «Кино», до альбомів «Зірка на ім'я Сонце», «Останній герой» і «Чорний альбом»; а також акустичних записів Віктора Цоя. Перед випуском всі записи пройшли цифровий ремастеринг. • Записи 1 і 2 - записані імовірно в 1989 році після запису альбому "Зірка По Імені Сонце", версії відрізняються від виданих раніше (збірник "Історія Цього Світу", Real Records, 2000; "Чорний Альбом", Moroz Records, 1996) і мають авторське зведення. • Запис 3 - записаний і зведений в січні 1989 року на Studio du Val d'Orge (Франція) під час роботи над альбомом "Останній Герой". • Записи 4-10 - записані на портостудії в Юрмалі влітку 1990 року і є першим 'чорновим' варіантом "Чорного Альбому". • Записи 11-19 - записані в Москві в 1987-1990 роках. Остання пісня, на жаль, записана не в повному обсязі. | • Виданий: Росія тривалість: 74:14 лейбл: Moroz Records Формат: CD Реліз: 2002 |
| 2002                        | 18. Квітень                                                                 | Посмертний реліз: Збірник «Останні записи». Також відомий як «Білий альбом». Кино, 19 записів. Всі записи видаються вперше. Складений з чорнових треків, записаних рок-групою «Кино», до альбомів «Зірка на ім'я Сонце», «Останній герой» і «Чорний альбом»; а також акустичних записів Віктора Цоя. Перед випуском всі записи пройшли цифровий ремастеринг. • Записи 1 і 2 - записані імовірно в 1989 році після запису альбому "Зірка По Імені Сонце", версії відрізняються від виданих раніше (збірник "Історія Цього Світу", Real Records, 2000; "Чорний Альбом", Moroz Records, 1996) і мають авторське зведення. • Запис 3 - записаний і зведений в січні 1989 року на Studio du Val d'Orge (Франція) під час роботи над альбомом "Останній Герой". • Записи 4-10 - записані на портостудії в Юрмалі влітку 1990 року і є першим 'чорновим' варіантом "Чорного Альбому". • Записи 11-19 - записані в Москві в 1987-1990 роках. Остання пісня, на жаль, записана не в повному обсязі. | • Виданий: Росія тривалість: 74:14 лейбл: Moroz Records Формат: CD Реліз: 2002 |
| 2002                        | 19. Вони сказали: «Треба пройти!» (Bonus)                                   | Посмертний реліз: Збірник «Останні записи». Також відомий як «Білий альбом». Кино, 19 записів. Всі записи видаються вперше. Складений з чорнових треків, записаних рок-групою «Кино», до альбомів «Зірка на ім'я Сонце», «Останній герой» і «Чорний альбом»; а також акустичних записів Віктора Цоя. Перед випуском всі записи пройшли цифровий ремастеринг. • Записи 1 і 2 - записані імовірно в 1989 році після запису альбому "Зірка По Імені Сонце", версії відрізняються від виданих раніше (збірник "Історія Цього Світу", Real Records, 2000; "Чорний Альбом", Moroz Records, 1996) і мають авторське зведення. • Запис 3 - записаний і зведений в січні 1989 року на Studio du Val d'Orge (Франція) під час роботи над альбомом "Останній Герой". • Записи 4-10 - записані на портостудії в Юрмалі влітку 1990 року і є першим 'чорновим' варіантом "Чорного Альбому". • Записи 11-19 - записані в Москві в 1987-1990 роках. Остання пісня, на жаль, записана не в повному обсязі. | • Виданий: Росія тривалість: 74:14 лейбл: Moroz Records Формат: CD Реліз: 2002 |
| 2002                        | 1. Група крові                                                              | Посмертний реліз: Збірник «Історія цього світу». Кино, 17 записів | |
| 2002                        | 2. Звезда по имени Солнце                                                   | Посмертний реліз: Збірник «Історія цього світу». Кино, 17 записів | |
| 2002                        | 3. Питання                                                                  | Посмертний реліз: Збірник «Історія цього світу». Кино, 17 записів | |
| 2002                        | 4. Останній герой                                                           | Посмертний реліз: Збірник «Історія цього світу». Кино, 17 записів | |
| 2002                        | 5. Видели ночь                                                              | Посмертний реліз: Збірник «Історія цього світу». Кино, 17 записів | |
| 2002                        | 6. Тролейбус                                                                | Посмертний реліз: Збірник «Історія цього світу». Кино, 17 записів | |
| 2002                        | 7. Ніч                                                                      | Посмертний реліз: Збірник «Історія цього світу». Кино, 17 записів | |
| 2002                        | 8. Змін                                                                     | Посмертний реліз: Збірник «Історія цього світу». Кино, 17 записів | |
| 2002                        | 9. У наших очах                                                             | Посмертний реліз: Збірник «Історія цього світу». Кино, 17 записів | |
| 2002                        | 10. Пісня без слів                                                          | Посмертний реліз: Збірник «Історія цього світу». Кино, 17 записів | |
| 2002                        | 11. Скінчиться літо                                                         | Посмертний реліз: Збірник «Історія цього світу». Кино, 17 записів | |
| 2002                        | 12. Пачка сигарет                                                           | Посмертний реліз: Збірник «Історія цього світу». Кино, 17 записів | |
| 2002                        | 13. Стеж за собою                                                           | Посмертний реліз: Збірник «Історія цього світу». Кино, 17 записів | |
| 2002                        | 14. Печаль                                                                  | Посмертний реліз: Збірник «Історія цього світу». Кино, 17 записів | |
| 2002                        | 15. Зозуля                                                                  | Посмертний реліз: Збірник «Історія цього світу». Кино, 17 записів | |
| 2002                        | 16. Спокійна ніч                                                            | Посмертний реліз: Збірник «Історія цього світу». Кино, 17 записів | |
| 2002                        | 17. Малюк                                                                   | Посмертний реліз: Збірник «Історія цього світу». Кино, 17 записів | |
| 2012                        | Отаман                                                                      | До 50-річчя Віктора Цоя запис було подаровано Наталією Разлоговою музикантам групи «Кино», а ті в свою чергу записали музику з аранжуванням на голос Віктора Цоя. Акустична гітара з оригінального запису при цьому була вирізана. На клавішних грав Ігор Вдовін. (На касеті, крім «Отамана» і трьох акустичних версій пісень з «Чорного альбому» присутня невідома раніше авторська інструментальна композиція, дуже схожа з інструментали пісні «Ми хочемо танцювати»). | Прем'єра пісні відбулася в день 50-ї річниці з дня народження музиканта — 21 червня 2012 року в фільмі «Цой -"Кіно"» в ефірі російського державного телеканалу «Першому каналі». Радіопрем'єра стереоверсії пісні відбулася 29 червня в ефірі російської музичної радіостанції «Наше Радіо».                                                                        |

### Інші релізи
альбоми і збірки, які видані після 1990 року:
| Назва альбому                | Рік релізу | Кількість записів |
| ---------------------------- | ---------- | ----------------- |
| Черный альбом                | 1990       | 8                 |
| Легенды русского рока. Кино. | 1996       | 19                |
| Неизвестные песни            | 1996       | 11-15             |
| История Этого Мира           | 2000       | 16                |
| Последние записи             | 2000       | 19                |
| Кино в кино                  | 2002       | **                |

### Концертні записи
| Назва альбому                         | Рік релізу | Кількість записів |
| ------------------------------------- | ---------- | ----------------- |
| В. Цой — Акустический концерт         | 1994       | 14                |
| В. Цой — Акустический концерт (ver.2) | 1996       | 25                |
| Концерт в рок-клубе                   | 1996       | 15                |
| Первые записи                         | 2002       | 26                |

### Інструментальні композиції
Список інструментальних музичних композицій групи «Кино», записаних на студії «Мосфільм» до фільму «Голка» ("Игла") у 1988 році, і які видані на збірнику «Кино в кино» (2002):
- Артур (Мамонову)
- Дина (Смирновой)   <Діна (Смирновій)>
- Инструментал 1   <Інструментал 1>
- Инструментал 2   <Інструментал 2>
- Моро едет к морю   <Моро йде до моря>
- Перекати-Поле   <Перекотиполе>
- Спартак (Баширову)

## Пісні Віктора, аудіозаписів котрих немає
Є пісні Віктора Цоя, аудиозаписів котрих немає, або вони не загальнодоступні: «Вася любит диско, диско и сосиски..», «Румба», «Зима», «Идиот».

## Перелік в алфавітному порядку
1. Алюминиевые огурцы  <Алюмінієві огірки>
2. Анаша (мабуть народна)[10]
3. Апрель  <Квітень>
4. Ария мистера X (з оперетти «Принцеса цирка» композитора Імре Кальмана, німецьке лібрето Альфреда Грюнвальда та Юліуса Браммера)  <Арія містера Ікс>
5. Атаман[прим. 1]  <Отаман>
6. Без десяти (Без десяти девять)
7. Бездельник  <Нероба>
8. Бездельник 2 (С лицом нахала)
9. Бошетунмай
10. Братская любовь  <Братська любов>
11. В наших глазах  <У наших очах>
12. В поисках сюжета (Сюжет для новой песни)  <У пошуках сюжету>
13. Верь мне  <Вірь мені>
14. Весна
15. Видели ночь (Мы вышли из дома)  <Бачили ніч>
16. Возле дороги (Уезжаю куда-то)[11]
17. Война  <Війна>
18. Вопрос (Велосипед)[11]  <Питання (Велосипед)>
19. Восьмиклассница  <Восьмикласниця>
20. Время есть, а денег нет  <Час є, а грошей немає>
21. Генерал
22. Город  <Місто>
23. Гость  <Гість>
24. Группа крови  <Група крові>
25. Дальше действовать будем мы (Марш мира)  <Далі діяти будемо ми>
26. Двигайся, танцуй со мной[прим. 2][11]  <Рухайся, танцюй зі мною>
27. Дерево
28. Дети проходных дворов  <Діти прохідних дворів>
29. Дети минут (у виконаннях гуртів Атас і Ю-Питер, запис авторського виконання не знайдено)[прим. 3][11]
30. Дождь (Ты есть)[11]  <Дощ (Ти є)>
31. Дождь для нас  <Дощ для нас>
32. Железнодорожная вода (Борис Гребенщиков)[прим. 4]  <Залізнична вода>
33. Жизнь в стёклах  <Життя у стеклах>
34. Завтра война (Паренёк)  <Завтра війна (Парубок)>
35. Закрой за мной дверь, я ухожу  <Закрой за мною двері, я йду>
36. Звезда (Вера—Надежда—Любовь)  <Зірка>
37. Звезда по имени Солнце  <Зірка на ім'я Сонце>
38. Звёзды останутся здесь  <Зірки залишаться тут>
39. Игра  <Гра>
40. Каждую ночь  <Кожну ніч>
41. Камчатка
42. Когда твоя девушка больна  <Коли твоя дівчина хвора>
43. Когда-то ты был битником (Битник)  <Колись ти був бітником>
44. Кончится лето  <Скінчиться літо>
45. Красно-жёлтые дни  <Червоно-жовті дні>
46. Кукушка  <Зозуля>
47. Легенда
48. Лето  <Літо>
49. Любовь — это не шутка[11]  <Кохання — це не жарт>
50. Малыш[12]  <Мала́>
51. Мама, мы все сошли с ума (Мама, мы все тяжело больны)  <Мама, ми усі втратили глузд>
52. Мама — Анархия (Анархия) (Присвячення Андрію Панову)
53. Место для шага вперёд  <Місце для кроку вперед>
54. Мне не нравится город Москва[11]
55. Моё настроение  <Мій настрій>
56. Мои друзья  <Мої друзі>
57. Молодой пастушок[прим. 5][11]  <Молодий пастушок>
58. мой друг ануар <мій друг ануар>
59. Музыка волн  <Музика хвиль>
60. Муравейник  <Мурашник>
61. Мы хотим танцевать  <Ми хочемо танцбвати>
62. На кухне  <На кухні>
63. Нам с тобой  <Нам з тобою>
64. Невесёлая песня  <Невесела пісня>
65. Ночь  <Ніч>
66. Около семи утра (Я из тех…)[11]  <Біля сьомої ранку>
67. Они Сказали — Надо Пройти! (Смотри Это Кино)[11]  <Дивись, це кіно>
68. Папа, твой сын (Мне всё равно)[11]  <Тато, твій син (Мені все одно)>
69. Пачка сигарет  <Пачка цигарок>
70. Песня без слов (Белый день…)  <Пісня без слів>
71. Печаль  <Сум>
72. Попробуй спеть вместе со мной  <Спробуй заспівати разом зі мною>
73. Пора
74. Посвящение Марку Болану (Я иду туда, куда глаза мои глядят)[11]  <Присвячення Марку Болану>
75. Последний герой  <Останній герой>
76. Постой, паровоз (Булат Окуджава)[прим. 6]  <Тривай, паротяг>
77. Пригородный блюз (Майк Науменко)[прим. 7]  <Приміський блюз>
78. Прогулка романтика (Романтик)  <Прогулянка романтика>
79. Проснись (Это любовь)[11]  <Прокинся (Це кохання)>
80. Просто хочешь ты знать  <Просто хочеш ти знати>
81. Прохожий  <Перехожий>
82. Разреши мне  <Дозволь мені>
83. Раньше в твоих глазах отражались костры[12]  <Раніше у твоїх очах відбивалися багаття>
84. Растопите снег  <Разтопіть сніг>
85. Рядом со мной (Ты выглядишь так несовременно)  <Поряд зі мною (Ти виглядаєш так несучасно)>
86. Саша  <Сашко>
87. Сельва (С. Курьохін — В. Болучевский[ru]) — Альбом 1983 — «46»
88. Серая тень (Каждому солнце светит)[11]  <Сіра тінь (Кожному сонце світить)>
89. Ситар играл  <Сітар грав>
90. Сказка (Странная сказка)  <Казка>
91. Скоро будет зима (Песня для БГ)[11]  <Скоро буде зима (Пісня для БГ)>
92. Следи за собой  <Стеж за собою>
93. Словно тень, бегу куда-то я[11]  <Немов тінь, бежу кудись я>
94. Солнечные дни  <Сонячні дні>
95. Сосны на морском берегу[11]  <Сосни на морському березі>
96. Спокойная ночь  <Спокійна ніч>
97. Стань птицей  <Стань птахом>
98. Стишок (з пісні «Принцесса» гурту «Кофе»)[прим. 8][11]  <Віршик>
99. Стук[11]  <Стукіт>
100. Сюжет для новой песни  <Сюжет для нової пісні>
101. Танец  <Танок>
102. Танкисты (можливо народна)[прим. 9][10]  <Танкісти>
103. Твой номер  <Твій номер>
104. Транквилизатор  <Транквілізатор>
105. Троллейбус  <Тролейбус>
106. Ты мог бы (Подросток) (Ты смотришь назад…)  <Ти міг би (Підліток)>
107. Ты обвела меня вокруг пальца (Ты играла со мной)[11]  <Ти грала зі мною>
108. Уходи  <Йди>
109. Фильмы  <Фільми>
110. Французский боцман (Однажды) (у співавторстві з Сергієм Курьохіним)[11]  <Французький боцман (Одного разу)>
111. Холодильник (Он ест) (Ночной грабитель холодильников)[11]  <Нічний грабіжник холодильників>
112. Хочу быть с тобой (Я хочу быть с тобой) (Акробаты)  <Хочу бути з тобою>
113. Хочу перемен! (Перемен!) (Мы ждём перемен)  <Хочу змін (Ми чекаємо змін)>
114. Электричка  <Електричка>
115. Это не любовь  <Це не любов>
116. Я — асфальт (Асфальт)
117. Я иду по улице  <Я йду вулицею>
118. Я объявляю свой дом (Безъядерная зона)  <Я оголошую свій дім (Без'ядерна зона)>
119. Я хочу быть кочегаром  <Я хочу бути кочегаром>
120. Blood Type[прим. 10]  <Група крові (англійською мовою)>
121. Feeling (С. Курьохін — Дж. Стінгрей)[прим. 11]  <Почуття (англійською мовою)>